# Austen Henry Layard

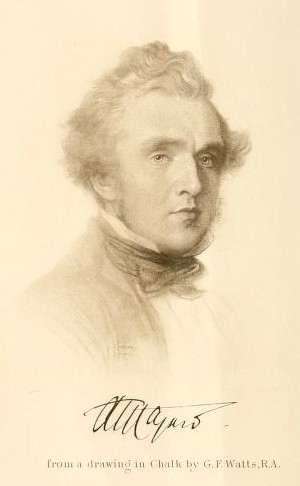
Austen Henry Layard
Zeichnung 1848 von George Frederik Watts (1817–1904)

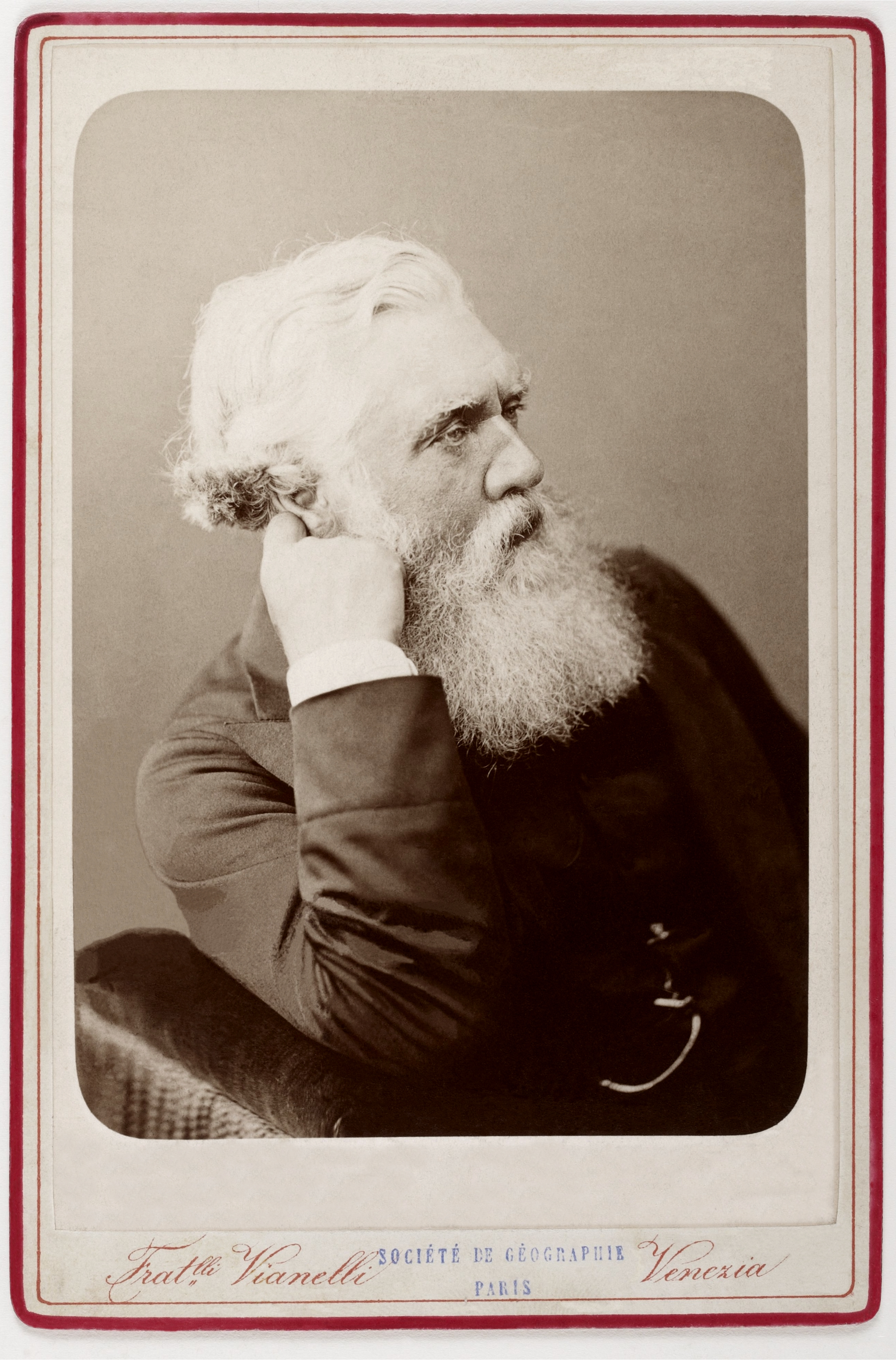
Austen Henry Layard, 1883

Sir Austen Henry Layard (* 5. März 1817 in Paris; † 5. Juli 1894 in London) war einer der führenden britischen Archäologen des 19. Jahrhunderts. Er wurde berühmt durch seine Ausgrabungen in Ninive und Nimrud in Assyrien. Im Laufe seines Lebens zeichnete er sich außerdem als Diplomat, Politiker, Kunstkenner und Schriftsteller aus.

## Familie
Layard (sprich: „le-ard“) wurde am 5. März 1817 als ältestes von vier Kindern des Peter John Layard (Sohn eines Dekans in Bristol) und Marianne Austen (Tochter von Nathaniel Austen, Bankier aus Ramsgate), die 1814 in England geheiratet hatten, in einem Pariser Hotel geboren. Seine Vorfahren waren Hugenotten, die nach der Aufhebung des Edikts von Nantes nach England geflüchtet waren. Mit 51 Jahren heiratete Layard am 9. März 1869 Mary Enid Evelyn Guest (* 1. Juli 1843; † 1. November 1912), die Tochter von Sir John Guest und Lady Charlotte Guest, einer Cousine und langjährigen Freundin Layards. Das Paar hatte keine Kinder. Sir Henry und Lady Layard wurden auf dem Friedhof von Canford Parish Church beigesetzt, neben Canford Manor in Dorset, das der Familie Guest gehörte (heute eine Schule).

## Kindheit und Jugend
Layards Vater hatte für den Civil Service in Ceylon gearbeitet. Da er an Asthma litt, reiste die Familie auf der Suche nach günstigen klimatischen Verhältnissen quer durch Europa. 1821 verließen Layards Eltern England und zogen nach Pisa, anschließend nach Florenz. Bereits in früher Kindheit machte ihn sein Vater mit Literatur und Kunst vertraut. 1825 ging es nach Moulins, wo der achtjährige Henry eine französische Schule besuchte. Danach lebten sie in Genf, dann wieder in Florenz, so dass Layard inzwischen fließend Französisch und Italienisch sprach. 1829 wurde er nach London geschickt, wo er unter Aufsicht seines Onkels und seiner Tante, Benjamin und Sara Austen, lebte, bis er in einem Internat in Richmond untergebracht wurde, das er 1833 verließ. Januar 1834 wurde er Schreiber bei seinem Onkel in dessen Notarsbüro. Dem Onkel zuliebe änderte er seinen Namen Henry Austen zu Austen Henry, er ließ sich jedoch zeit seines Lebens mit Henry anreden. 1834 starb sein Vater, der inzwischen nach England zurückgekehrt war, in Aylesbury.
Sonntags lernte Layard im Haus seines Onkels am Montague Square interessante Leute kennen, zum Beispiel den jungen Benjamin Disraeli und Charles Fellows, der 1832 durch Griechenland gereist war. 1835 begleitete Layard den Maler und Schriftsteller William Brockedon (1787–1854) auf einer Reise in die Alpen, auf der sie die Bekanntschaft von Graf Camillo Benso di Cavour und dessen Familie machten.
Layard unternahm mit 20 Jahren und wenig Geld seine erste Reise: 1837 nach Norditalien, wo er Silvio Pellico und anderen bedeutenden Leuten begegnete. Auf einer weiteren ausgedehnten Reise 1838 nach Skandinavien und St. Petersburg lernte er in Kopenhagen Christian Jürgensen Thomsen (1785–1865), den Gründer des Dänischen Nationalmuseums, kennen. Thomsen hatte ein Dreiperiodensystem zur Einteilung der vorgeschichtlichen Zeit in Steinzeit, Bronzezeit und Eisenzeit entwickelt und führte Layard durch die von ihm neu aufgestellte Sammlung.
1839 machte Layard seine Abschlussprüfung als Anwalt und erkannte, dass er mit seiner liberalen Gesinnung und politischen Einstellung (er sympathisierte mit den polnischen und italienischen Freiheitskämpfern) wohl keine Aussicht hatte, bei seinem konservativen Onkel Teilhaber zu werden. Auch machte ihm der Anwaltsberuf keine Freude. Er war deprimiert und wollte England verlassen.

## Erste Reise in den Orient (1839–1841)
Über seinen Onkel Charles Layard lernte er Edward Mitford kennen, der nach Ceylon reisen wollte, um eine Kaffeeplantage aufzubauen. Da Mitford Angst vor dem Meer hatte, beschloss er, auf dem Landweg durch Europa, Zentralasien und Indien zu reisen und suchte einen Gefährten. Mitford schlug Layard vor, ihn auf dieser Reise zu begleiten und dieser sah darin die Erfüllung seines Kindheitstraums. Die Veröffentlichungen von John Malcolm, der als Gesandter der East India Company in Persien gewesen war, und des Claudius James Rich, der 1811 den großen Erdhügel von Kuyunjik (Kuyundschik) untersuchte, hatte er gelesen. Um die Reise vorzubereiten, suchten sie den Rat der Royal Geographical Society. Dabei fiel ihm auch eine Broschüre von Major Henry Creswicke Rawlinson in die Hände, den er später in Bagdad kennenlernen sollte. Charles Fellows, der 1838 in Lykien die antike Hauptstadt Xanthos (heute Günük, südwestliche Türkei) entdeckt hatte, und dessen Aufsehen erregende Funde im Britischen Museum einen Platz erhielten, gab ihnen wertvolle Ratschläge. Von einem Kapitän lernte er den Umgang mit dem Sextanten und von einem Arzt die Behandlung von Wunden, den Umgang mit einer Lanzette, die Symptome von Krankheiten zu erkennen. Dies konnte zwar nur im Schnelldurchgang geschehen, sollte ihm aber auf seinen Reisen von Nutzen sein.
Sie kamen überein, so preiswert wie möglich zu reisen, und der einzige Luxus (so Layard) war ein „Levigne-Bett“, das sie vor Insekten schützen sollte. Ausgerüstet mit Pistolen, einem Taschensextanten und Kompassen, sowie einem Vorschuss von 200 £ von dem Verleger Smith, Elder & Co. auf spätere Reiseberichte, traten sie am 10. Juli 1839 ihre Reise an. Layard hatte außerdem bei einer Bank 300 £ hinterlegt, um auch im Ausland über Geldmittel zu verfügen.

Layards 1. Reise Juli 1839–August 1841

Sie besaßen einige Empfehlungsschreiben und waren guten Mutes aufgrund ihrer Vorbereitungen. Sie reisten durch die Niederlande und Deutschland. In München begegneten sie zwei Engländern, mit denen sie sich eine Kutsche über den Brenner bis Venedig teilten. Von dort ging es mit dem Schiff nach Triest und weiter durch Dalmatien. In Fiume erhielten sie weitere Schreiben für Montenegro und die Einreise auf türkisches Gebiet. Ende September waren sie in Scutari (Shkodra) und ersuchten den dortigen Pascha um die Erlaubnis, ihre Pferde an Poststationen versorgen zu können. Dieser gab ihnen auch diverse Empfehlungsschreiben für die Durchreise nach Konstantinopel. Jetzt waren sie im Orient. Über Tirana und Monastir ritten sie nach Bulgarien. In Begleitung eines Tataren ging es nach Adrianopel, und sie erreichten endlich Konstantinopel am 13. September. Hier erlitt Layard eine Fieberattacke und wurde von einem armenischen Arzt behandelt. Dieser zeigte ihm auch, wie er sich selbst zur Ader lassen kann. Lord Carnarvon besuchte ihn an seinem Krankenlager und Mr. Longworth, der Korrespondent der Morning Post in Konstantinopel, pflegte ihn hingebungsvoll, so dass daraus eine lebenslange Freundschaft entstand. Am 4. Oktober war Layard wieder genesen, und sie kauften sich drei Pferde für ihre Weiterreise. Ihr Gepäck reduzierten sie auf Satteltaschen – aber von ihrem „Bett“ trennten sie sich nie. Außerdem heuerten sie einen Griechen an, der Französisch, Türkisch und Arabisch sprach und ihnen als Koch und Helfer diente. Mitford und der Grieche nahmen den Landweg, während Layard ein Boot bestieg, um sich noch etwas zu erholen. Sie trafen sich in Mudanya wieder. Sie hatten über den Generalkonsul von der Hohen Pforte einen Ferman für das Reisen für Ausländer auf türkischem Territorium erhalten. Alle drei trugen den türkischen Fez und europäische Kleidung, so dass sie von den Türken für Amtsträger aus Konstantinopel angesehen wurden. Über Konya und Karaman überquerten sie mit einem Führer den Taurus und erreichten Tarsus. Da sie viele historische Stätten passiert hatten, bedauerten beide, dass sie weder historische noch archäologische Kenntnisse besaßen. Sie schliefen in Herbergen, bei Dörflern oder unter freiem Himmel. Am 13. November verließen sie Tarsus in Richtung Adana nach Antiochia in Syrien. Über Konsulatsbeamte erfuhren sie überall Unterstützung für ihre Weiterreise. Am 28. November verließen sie Antiochia nach Aleppo, wo sie Gäste von Mr. Charles Barker waren und Layard erneut eine Fieberattacke erlitt. Im Winter teilten sie den Stall der Wärme wegen mit ihren Pferden. Inzwischen waren ihre Pferde durchgeritten, und sie mussten auf drei Mulis nach Tripoli reiten.

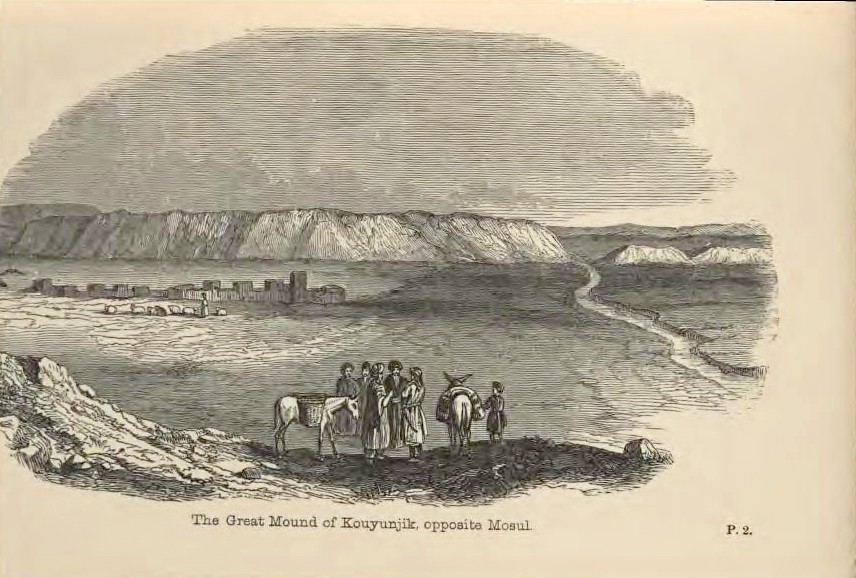
Die großen Hügel von Kujundschik gegenüber von Mosul

Im Januar 1840 erreichten sie Jerusalem, wo sie sich trennten. Layard besuchte die Ruinen von Petra, Ammon und Gerash. Er wurde von Beduinen überfallen. Sie trafen sich in Aleppo wieder und reisten gemeinsam nach Mosul, wo sie am 10. April 1840 ankamen und gute zwei Wochen blieben. Hier trafen sie den französischen Entdecker Charles Texier, der sich auf der Heimreise befand, nachdem er zahlreiche Zeichnungen und Pläne von Persepolis und Pasargadae angefertigt hatte. Layard schreibt:
„Wir besuchten die großen Ruinen auf der Ostseite des Flusses, die allgemein als die Überreste von Niniveh angesehen wurden. Wir ritten auch in die Wüste und erkundeten die Hügel von Kalah Sherghat, eine riesige Ruinenstätte am Tigris, etwa 50 Meilen unter dem Zusammenfluss mit dem Zab. Wir rasteten in dem kleinen Dorf Hammum Ali, das umgeben war von den Überresten einer alten Stadt. Von dem Gipfel eines künstlichen Haufens sahen wir herab auf eine breite Ebene, die uns durch einen Fluss teilte. Eine Linie von hoch aufragenden Hügeln erhob sich im Osten und einer in Pyramiden-Form erhob sich hoch über den Rest. Dahinter konnte man schwach den Zab-Fluss ausmachen, der die Ortsbestimmung erleichterte. Dies war die Pyramide, die Xenophon beschrieben hatte. Durch den Winterregen waren die Hügel grün und nach sorgfältiger Suche kamen einige Keramik-Fragmente und beschriebene Steine in den Schutthaufen, die sich um den großen Hügel angehäuft hatten, zum Vorschein. Jedoch fanden wir keine Anzeichen von „seltsamen Figuren aus schwarzem Stein“, die es laut den Arabern dort geben sollte. Zu der Zeit unseres Besuches war das Land von den Beduinen verlassen und wurde nur gelegentlich von ein paar Plünderern der Schammar- oder Aneyza-Zelte heimgesucht.“
Der britische Vize-Konsul, ein einheimischer Christ (Chaldäer), Christian Rassam, lud die beiden zu einer Reise zu den Ruinen von Hatra ein. Schließlich mieteten sie ein Boot, um die Fahrt nach Bagdad anzutreten. Jetzt passierten sie die Hügel von Nimrud von der Wasserseite, und Layard erinnert sich: „Meine Neugierde war geweckt und seit dieser Zeit formte sich in mir der Wunsch, diese einzigartigen Überreste gründlich zu untersuchen, wann immer ich dazu in der Lage sein sollte.“ In Bagdad blieben sie einige Monate, um die bedeutenden Ruinenstädte in der Umgebung zu besichtigen – und dabei besonders die Überreste von Babylon.
Im August entschlossen sie sich, das Zagros-Gebirge bei Kermānschāh nach Persien zu überqueren. Als sie Kermānschāh erreichten, reisten sie weiter nach Bisitun (auch Bīsotūn, historisch Behistun), um die dortigen Keilschrift-Felsinschriften zu besichtigen. Dort begegneten sie dem Franzosen Eugène Flandin, der dieses Monument zeichnete, und der später für Paul-Émile Botta tätig werden sollte. Der in Persien stationierte Engländer Colonel Henry Creswicke Rawlinson hatte diese Inschriften im Sommer 1835 entdeckt und einen Abdruck genommen. Nun erfuhren sie, dass sie für Reisen in Persien die Erlaubnis des Wesirs in Hamadan benötigten, der ihnen diese aufgrund der damaligen persisch-britischen Spannungen nicht erteilte. Sie könnten jedoch auf eigene Gefahr und ohne Garantie für ihre Sicherheit reisen. Mitford sah dies als zu riskant an, so dass sich hier ihre Wege trennten und Mitford seine Reise nach Indien fortsetzte. Layard ritt nun auf eigene Gefahr in die Berge von Luristan und Chuzestan; die Feindseligkeit der Einheimischen sowie ein Malaria-Anfall zwangen ihn jedoch zur Rückkehr.

### Bei den Bachtiaren

Blick auf Kala Tul, dem Sitz des Anführers (Khan) der Bachtiaren

Wieder genesen, begab sich Layard nach Isfahan. Der Gouverneur erlaubte ihm, das Land der Bachtiaren (persisch: Bachtiyārī), 107 km südwestlich von Isfahan, zu durchqueren. Die Bachtiaren sind die größten aller persischen Stämme. Layard plante, von dort weiter zu reisen, um die antike Stadt Susa zu lokalisieren und dann weiter zu reisen nach Persepolis in der Provinz Fars. Im September 1840 zog er mit einer Karawane nach Kala Tul, der Hochburg der Bachtiaren. Er gewann die Freundschaft des Khans Mehemet Taki und seiner Familie und blieb dort unter dessen Schutz mehrere Monate. Hier lernte er auch Arabisch. Er kleidete sich wie ein Bachtiare und lebte dort so einfach wie sie.

Layard in Bachtiaren Kleidung (aufgenommen in Konstantinopel 1848)

Im Frühling 1841 erhielt der persische Gouverneur den Befehl, den Chef der Bachtiaren zu unterwerfen, der an die Unabhängigkeit seines Gebietes dachte. Man forderte eine hohe Steuersumme von Mehemet Taki Khan in dem Wissen, dass er diese nicht erbringen konnte. Der Khan spielte auf Zeit und sandte Layard in der Hoffnung auf Unterstützung zu der Golfinsel Karak, wo die britische Garnison stationiert war. Es war ihm bekannt, dass die Briten ihr Bündnis mit den Persern aufgekündigt hatten. Layard und seine Begleiter benötigten mehrere Tage, um die Küste zu erreichen. Sie mussten dort erfahren, dass die Briten kein Interesse hatten, sich in politische Angelegenheiten der Stämme einzumischen. Layards Führer hatte sich in der Zwischenzeit mit dessen Pferd davon gemacht, in der Annahme, dass Layard bei seinen Landsleuten bliebe, so dass dieser sich allein auf einem Esel auf den Rückweg machte. Khan Mehemet Take war nun gezwungen, sich zu unterwerfen, und floh mit seiner Familie. Der Gouverneur bot ihm freies Geleit und die Wiedereinsetzung an. Mehemet Take war einverstanden. Als er jedoch mit seinen Begleitern – unter ihnen Layard – das Camp betrat, wurde er sofort in Fesseln gelegt. Layard gelang die Flucht in einem kleinen Boot, und er fand den Weg zurück in das Sumpfland zum Versteck. Als die Perser die Übergabe der Familie und aller Stammesangehörigen forderten, entschlossen sie sich, das Camp der Perser anzugreifen. Obwohl sie viele Perser töteten, misslang der Überfall, und sie waren gezwungen, Schutz bei Verwandten im Zagros-Gebirge zu suchen. Diese waren jedoch untreu und legten den Bruder des Khans Au Kerim und Layard in Ketten. Die Frau des Häuptlings verhalf ihnen jedoch zur Flucht.
Layard entschied sich nun für die Rückkehr nach Mesopotamien. Es war jetzt die heißeste Zeit im Sommer, und er brauchte mehrere Wochen, bis er bei Basra den Tigris erreichte. Zu seinem Glück lag hier ein britisches Handelsschiff am Ufer, das nach einigem Erstaunen über den „zerlumpten Einheimischen“ Layard an Bord nahm. Nach kurzer Erholung auf dem Schiff machte er sich auf in Richtung Norden nach Bagdad. Obwohl er mehrfach überfallen und ausgeraubt wurde, erreichte er halbnackt und mit blutenden Füßen das Stadttor, wo er ohnmächtig zusammenbrach. Es gelang ihm, die Aufmerksamkeit des britischen Arztes Ross auf sich zu lenken, als dieser für seinen täglichen Ausritt am Morgen die Stadt verließ. Layard brauchte Wochen, bis er wieder einigermaßen gehen konnte.
In Baghdad erhielt er Post aus London. Sein Onkel Benjamin hatte inzwischen mit seiner Firma in Ceylon Konkurs gemacht und war nicht bereit, für seinen Neffen eine Zukunft in London in Aussicht zu stellen. Layard schrieb für die Royal Geographical Society einen langen Bericht über seine Erlebnisse in Chuzestan (heutige Provinz Khuzestan).
Am Ende waren es seine Erfahrungen in Chuzestan, die ihm einen neuen Anfang boten. Die persische Campagne gegen die Bachtiaren und Marsch-Araber (Ma'dan) führte zu einem größeren Konflikt mit der Türkei.

## Konstantinopel im Dienste von Sir Stratford Canning (1842–1845)

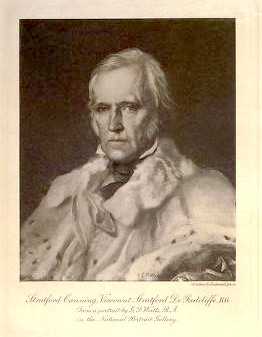
Stratford Canning, Viscount Stratford de Redcliffe
Portrait von G.F. Watts, Ölgemälde, 1856–1857

Colonel Taylor, der britische Resident in Baghdad, hätte es gern gesehen, wenn England sich für die türkische Seite einsetzen würde und sandte Layard nach Konstantinopel zum britischen Botschafter mit entsprechenden Berichten. Layard unterbrach seine Reise in Mossul, wo er dem neuen französischen Konsul Paul-Émile Botta begegnete. Botta hatte den Auftrag, Antiquitäten für den Louvre anzukaufen, und er teilte Layard seine Absicht mit, Ausgrabungen an den Hügeln von Küyünjik zu beginnen, die jenseits des Flusses lagen. Layard erreichte im Juli 1842 Konstantinopel und machte er sich auf den Weg zur Residenz des britischen Botschafters, Sir Stratford Canning in Buyukdereh. Aufgrund seiner Kenntnisse der Lage in Persien bat ihn dieser um einen Bericht, der nach England gesandt werden sollte. Sir Canning fand Gefallen an Layard und bezahlte ihn aus eigener Tasche. Er gab ihm verschiedene inoffizielle diplomatische Aufgaben in den europäischen Provinzen des osmanischen Reiches, unter anderem reiste er nach Thessaloniki. Beide Männer unterstützten die Türkei in dem Grenzkonflikt mit Persien und ebenso fortschrittliche Reformer in der türkischen Oberklasse, eine Position, die der vorherrschenden Politik von Lord Aberdeens Regierung in London nicht folgte.
Während seiner Zeit in Konstantinopel erhielt Layard regelmäßig Post von Botta, der ihm Neuigkeiten über seine Ausgrabungen nördlich von Mosul in Khorsabad berichtete. Die Ergebnisse waren bisher spektakulär, besonders die gemeißelten Reliefs und die Statuen von riesigen geflügelten Stieren mit Menschenköpfen. Er drängte Layard, bei diesem Projekt mitzumachen – aber dieser musste ablehnen, weil ihm die Mittel fehlten, und er bisher nirgendwo Unterstützung für seinen Traum gefunden hatte. Jedoch benutzte Layard die von Botta erhaltenen Informationen für einige Artikel, die er in der „Malta Times“ veröffentlichte und welche großes Interesse in Britannien auslösten. Die „Malta Times“ war von Sir Stratford Canning gegründet worden, um britische Interessen im östlichen Mittelmeer zu pflegen. Auch hörte er von Henry Creswicke Rawlinson, dem neuen Residenten in Bagdad, der sein Interesse an Layards Erfahrungen ausdrückte. Rawlinson war fasziniert von den orientalischen Sprachen und beschäftigte sich mit der Entzifferung der Behistun-Inschrift.
Sir Stratford Canning hatte nach schwierigen und über dreijährigen Verhandlungen mit der Hohen Pforte 1846 endlich erreicht, dass 12 Marmorreliefs aus Halikarnassos, auf denen die Schlacht zwischen Griechen und Amazonen dargestellt war, nach London in das British Museum gebracht werden konnten. Layard versuchte immer wieder, Sir Cannings Interesse an einer Ausgrabung in Nimrud zu wecken und überzeugte ihn schließlich, seine Pläne zu unterstützen. Er erhielt 150 £ für Kosten und einen Satz Anweisungen von Sir Canning, der Layard ganz klar als seinen Auftragnehmer ansah:
| “I rely upon Mr Layard’s obliging attention to the following points: - To keep me informed of his operations, and of any objects of sufficient interest and curiosity which he may see or discover. - To keep clear of political and religious questions, and as much as possible of Missionaries, or native chiefs and tribes regarded with enmity or jealousy by the Turkish authorities. - To cultivate the goodwill of the Pashas and others of the Sultan’s functionaries by all becoming means. - To bear in mind that his professed occupation will he that of a traveller, fond of antiquities, of picturesque scenery, and of the manners peculiar to Asia. - Not to start on his return without a previous communication with me subsequent to his first inquiries and attempts at discovery. - In case of success to give me early and exact information as to the nature of the objects discovered, & the best means of removal etc with an estimate of cost, doing what he can to obtain the necessary help on the spot.” | „Ich verlasse mich auf Mr. Layards pflichtgemäße Kenntnisnahme folgender Punkte: - Mich informiert zu halten über seine Unternehmungen und allen Objekten von hinreichendem Interesse und Seltenheit, die er sehen oder entdecken könnte - Sich von politischen und religiösen Fragen fernzuhalten und so viel wie möglich von Missionaren oder örtlichen Häuptlingen und Stämmen, die von den türkischen Behörden mit Feindschaft oder Eifersucht betrachtet werden. - Das Wohlwollen der Paschas oder anderer Funktionäre des Sultans unter allen Umständen zu fördern. - Nicht zu vergessen, dass seine erklärte Beschäftigung die eines Reisenden ist, der Antiquitäten, pittoreske Landschaft und die besonderen Sitten Asiens liebt. - Nicht seine Rückreise anzutreten, ohne vorherige Absprache mit mir im Anschluss an seine ersten Nachforschungen und Versuche bei Funden. - Im Falle des Erfolges mir frühzeitige und genaue Informationen über die Art der entdeckten Objekte zu geben und die beste Bergungsmöglichkeit usw. mit den geschätzten Kosten, indem er sein Möglichstes tut, um die notwendige Hilfe vor Ort zu erhalten.“ |

Er war ausgerüstet mit Reisedokumenten der Botschaft und mit Einführungsschreiben für die Obrigkeiten in Mosul und Umgebung. Layard verließ Konstantinopel mit dem Dampfer nach Samsun (Schwarzes Meer) und ritt mit Postpferden über das Pontus-Gebirge (türkisch Kaçkar Dağları) und die große Steppe von Usun Yilak bis in das Tal des Tigris. Im Galopp ging es über die riesige Steppe von Assyrien und in 12 Tagen erreichte er Mosul.

## Ausgrabungen in Nimrud 1845–1847

DAS ASSYRISCHE DREIECK: Dur Sharrukkin (Khorsabad) – Niniveh – Kalakh (Nimrud)

Ebene und Hügel von Nimrud

Layard erreichte Mossul im Oktober 1845. In Mossul überreichte er dem Gouverneur der Provinz, Mohamed Pascha, seine Briefe, ohne ihm den Grund seiner Reise zu offenbaren. Er fand Unterstützung für seine Pläne durch den englischen Kaufmann Henry Ross, der Land und Leute kannte und den Vize-Konsul Christian Rassam, auf deren Hilfe er angewiesen war, weil er für Ausgrabungen keinen firman (offizielle Erlaubnis) der osmanischen (türkischen) Regierung besaß. Heimlich besorgte Rassam das benötigte Werkzeug, und Ross begab sich auf eine „Jagdreise“ nach Nimrud, wohin Layard per Boot mit der Ausrüstung folgte.
Nimrud liegt am Ostufer des Tigris, 37 km von Mossul in südöstlicher Richtung. Der Grundriss von Nimrud ist trapezförmig (600 m lang; 300 m breit; die Hügel mehr als 20 m hoch) und bedeckt eine Fläche von circa 360 Hektar, eingefasst von 8 km Mauern. Die Akropolis liegt in der Südwest Ecke und bedeckt circa 24 Hektar. Die Akropolis wird von den Arabern Tell genannt, ein Ruinenhügel, der durch die Überreste von hunderten, wenn nicht tausenden Jahren ihrer Bewohner aufgetürmt wurde.
Layard glaubte, dass er in Ninive(h) sei, aber er hatte sich geirrt. Als er später mit Rawlinson in der Lage war, einige Inschriften zu entziffern, stellte sich heraus, dass es sich um die Stadt Kalchu handelt, im Alten Testament unter dem Namen „Kalah“ erwähnt (1. Mose, 10,11) und es wird gesagt, dass Nimrod, der mächtige Jäger, sie gründete.
Sie errichteten ihr erstes Lager in der Nähe des Dorfes Naifa, von dessen Scheich sie freundlich empfangen wurden, und der ihnen sechs Arbeiter beschaffte. Nach einem Fußmarsch von 20 Minuten waren sie bei den Ruinen. Wenig später zogen sie aus Furcht vor Überfällen nach Selamija, das drei Meilen von dem Ruinenhügel entfernt war.
Am 8. November 1845 begann er mit der Erforschung des Hügels. Die Grabungen waren sofort ein Erfolg. Die Schaufeln seiner Arbeiter stießen auf Steintafeln mit Keilinschriften, und bis zum Abend hatten sie zehn Platten freigelegt und waren auf Zimmerwände gestoßen. Mit einigen Leuten begann er in der Süd-West-Ecke zu graben, wo der Bruchstücke von Alabaster gesehen hatte. Wiederum stieß er auf Platten mit Inschriften und Mauerresten. Ihm wurde bewusst, dass hier größere Gebäude gestanden hatten, und er entschloss sich, seine Grabungen in Richtung Nord-West-Ecke zu verfolgen.
Am nächsten Morgen hatten sich fünf weitere Helfer eingefunden, und er ließ eine Gruppe den Schutt aus dem Zimmer räumen, während die andere im Südwesten dem Verlauf der Mauer nachgingen. Im Schutt des Zimmers lagen Elfenbeingegenstände mit Spuren von Vergoldung. Ahwad, sein Helfer, warnte ihn, dass der „Goldfund“ dem Pascha bekannt werden könnte. Am dritten Tag ließ er Laufgräben in den hohen, kegelförmigen Hügel anlegen, aber auch hier fand er nur Backsteinfragmente mit Inschriften. Nun orderte er alle seine Arbeiter in die Südwest-Ecke, wo die Verzweigung des Gebäudes mehr Erfolg versprach. Bis zum 13. November fanden sie jedoch nur Inschriften, aber keine Skulpturen.
Am 14. November begab sich Layard nach Mosul zum Pascha, um ihn über seine Tätigkeit zu informieren. Die Stadt befand sich in heller Aufregung. Der britische Konsul hatte ein altes Gebäude zur Einlagerung von Waren erworben, und der Kadi verkündete im Ort, dass die „Franken“ beabsichtigten, die Türkei aufzukaufen. Als der Pascha ihm ein Goldplättchen präsentierte, machte Layard ihm den Vorschlag, einen Agenten zu ernennen, der in Nimrud alle etwa zu entdeckenden kostbaren Metalle in seine Verwahrung nehme. Er machte keine Einwendungen zur Fortsetzung der Ausgrabungen. In Mosul nahm er dann einige nestorianische Chaldäer, die das Gebirge für den Winter verlassen hatten, in seine Dienste und beauftragte einen Agenten, verschiedene Hügel in der Nähe der Stadt nach Skulpturen zu erforschen.

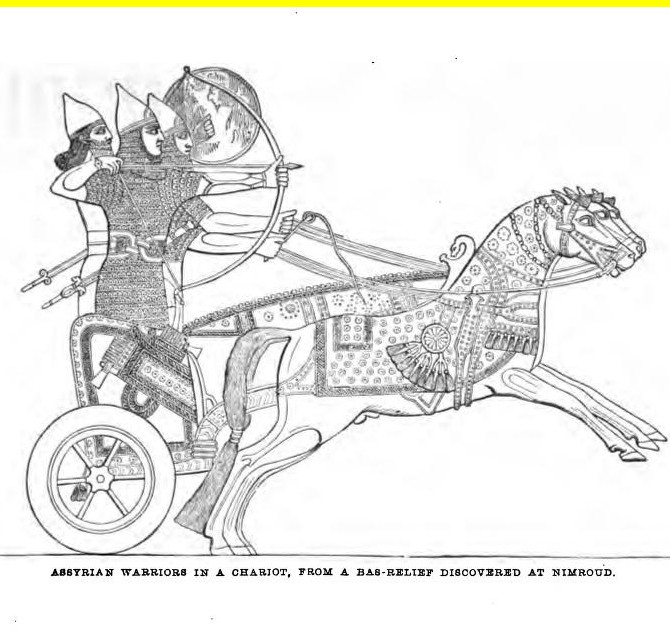
Assyrische Krieger mit Pfeil und Bogen auf Streitwagen

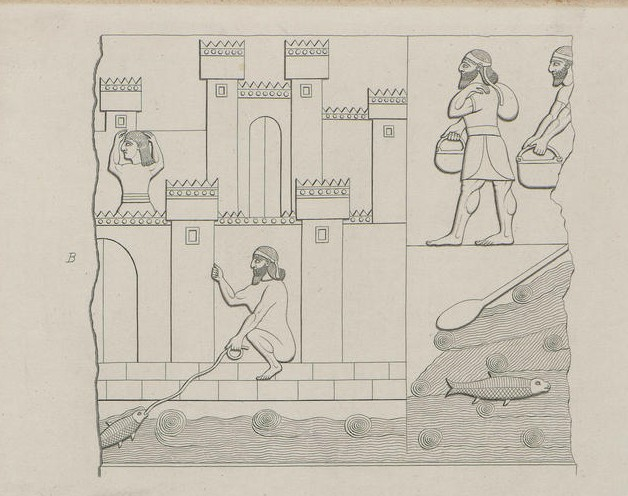
Eine Burg am Flussufer – Die ersten Reliefs

Am 19. November kehrte Layard nach Nimrud zurück und beschäftigte jetzt 30 Arbeiter. Die Chaldäer waren kräftig und konnten mit der Hacke umgehen, während die Araber den Schutt wegräumten. Über Leitern stiegen sie in die Gräben.
Am 28. November stießen sie im Südwesten des Hügels auf zwei Reliefplatten. Auf jeder Platte waren zwei Flachreliefs durch Inschriften getrennt. Sie zeigten eine Schlachtszene, Krieger auf Wagen mit Pferden, die Pfeile abschießen. Der untere Teil zeigte die Belagerung eines Schlosses oder einer Stadt. Die zweite Platte war ziemlich zerstört. Vom oberen Teil waren die Pferde der beiden Krieger weggemeißelt. Der untere Teil zeigte eine zwei Stockwerke hohe Burg, auf der eine Frau sich die Haare raufte. Ein Fluss war mit vielen Windungen dargestellt, und ein Fischer zog einen Fisch aus dem Wasser. Voller Freude berichtete er Sir Canning von seinem ersten Fund.
Der Pascha machte jetzt ständig Schwierigkeiten, er ließ die Arbeiter einschüchtern, so dass sie das Lager verließen. Bei Layards Vorsprechen sagte er ihm scheinheilig Unterstützung zu. Dann behauptete er, Layard grabe auf einem muslimischen Friedhof und ließ heimlich Grabsteine aufstellen, was wiederum den Kadi auf den Plan rief. Schließlich ließ er die Arbeiten ganz einstellen. Layard schrieb an Sir Canning und drängte ihn, den firman zu beschaffen, damit er nicht mehr belästigt werden konnte.
Layard vergrub die Flachreliefs, ließ einige Bewacher dort und reiste am 19. Dezember nach Mosul, wo er erfuhr, dass Mohamed Pascha von der Hohen Pforte abgesetzt worden war und Ismail Pascha, ein junger Generalmajor der neuen Schule, die Amtsgeschäfte führen sollte. Er entschloss sich, nach Bagdad zu reisen und sich mit Major Rawlinson auszutauschen sowie Erkundigungen über den Abtransport seiner bisherigen Funde einzuholen.
Als Layard am 17. Januar nach Nimrod zurückkehrte, hatte er wieder einige Chaldäer angeworben, und die Ruinen waren nach den Regen ergrünt. Er mietete eine Hütte in der Ebene vor Nimrud und Hormuzd Rassam, der Bruder des Vize-Konsul, stieß zu ihm und übernahm es, den Arbeitern ihren täglichen Lohn auszuzahlen und die häusliche Einrichtung zu besorgen.

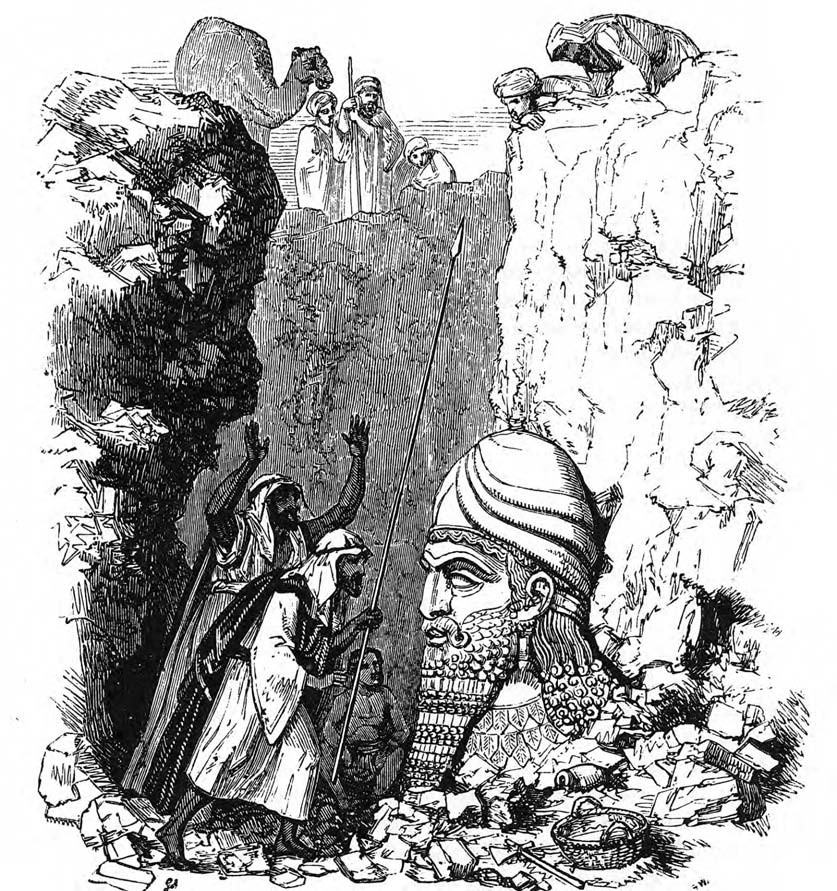
Der Fund des großen Kopfes – Ist Nimrod auferstanden?

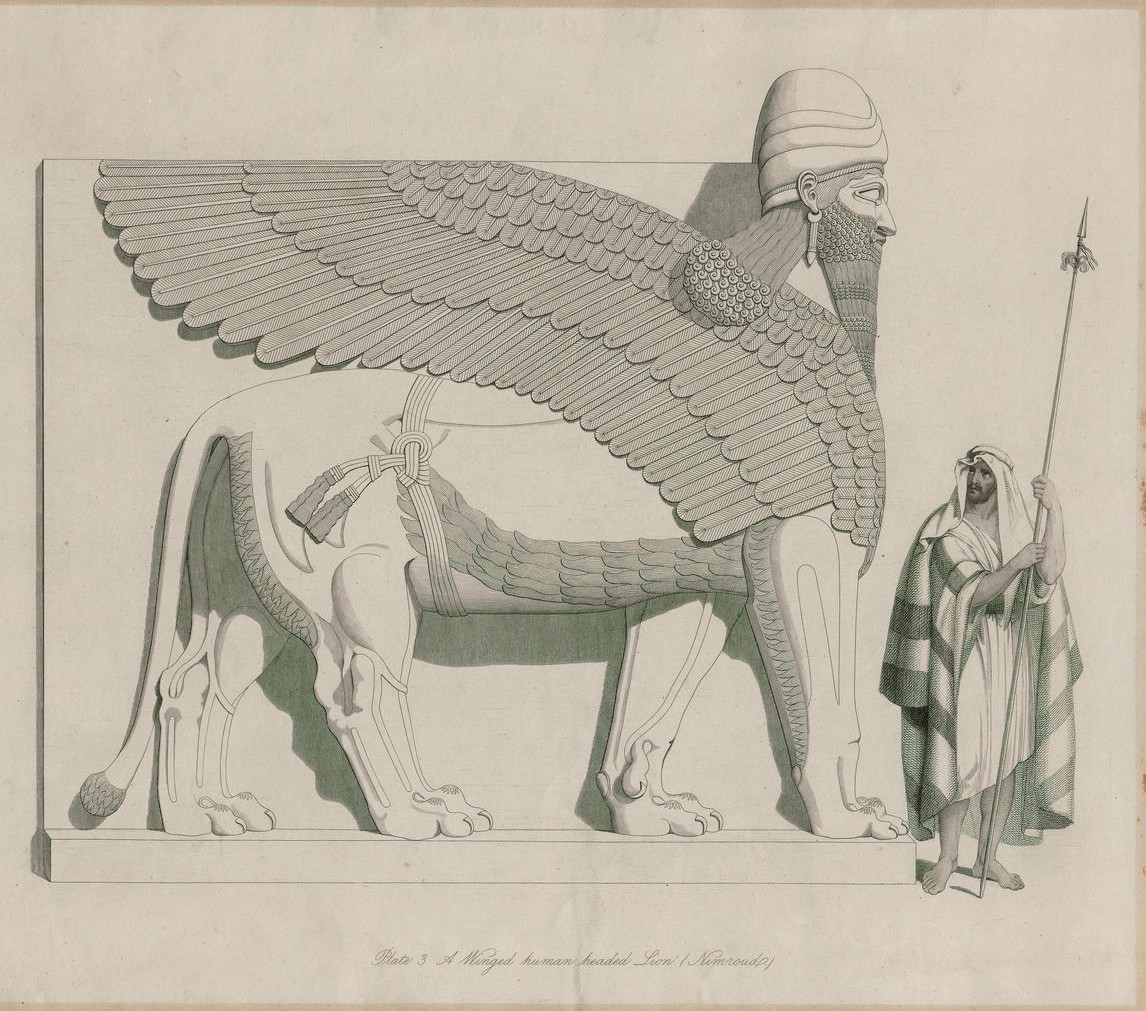
Geflügelter Löwe – Der große Kopf ist ausgegraben

Mitte Februar nahm er mit einigen Arbeitern vorsichtig die Ausgrabungen wieder auf. Er fand weitere Flachreliefs mit Adler- (oder Geier-)köpfen, als plötzlich ein Araber aufgeregt angeritten kam und ihm zurief, „man habe Nimrod selbst gefunden“. Im Einstiegsgraben hatten sie einen riesengroßen menschlichen Kopf frei gelegt. Layard sah sofort, dass dieser Kopf zu einem Stier oder Löwen gehören müsse, wie man sie in Khorsabad und Persepolis entdeckt hatte. Die Araber waren durch diese Erscheinung in Furcht und Schrecken versetzt worden, und einer war direkt nach Mosul gelaufen. Layard konnte Scheich Abd-er-Rahman dazu bewegen, hinabzusteigen und die Figur zu berühren, um festzustellen, dass sie aus Stein war. Dieser sagte, dass es eines der Götzenbilder sein müsse, die Noah vor der Sintflut verfluchte. Damit waren alle beruhigt und am Abend feierten sie alle zusammen. Am nächsten Tag stellten sich zahlreiche Schaulustige aus Mosul und den Dörfern ein, jedoch durften sie den Graben nicht betreten. In der Stadt hatten Kadi, Mufti und Ulema die Bevölkerung zu einem Protest beim Gouverneur aufgerufen, da solche Unternehmungen gegen das Gesetz des Korans verstießen. Layard hatte Schwierigkeiten, Ismail Pascha seinen Fund begreiflich zu machen, so dass dieser ihn bat, die Ausgrabungen zu stoppen, bis sich die Aufregung in der Stadt gelegt habe. Bis auf zwei entließ er nun seine Arbeiter.
Inzwischen gingen Layards Geldmittel zu Ende, und er führte gegenüber Sir Canning alle erdenklichen Argumente an, wie Kultur, Geschichte und Nationalstolz, denn die konkurrierenden Franzosen hatten einen firman für Kujundschik erhalten. Canning versuchte inzwischen, die Britische Regierung einzuschalten, indem er an den Premierminister schrieb „Die Arbeiten meines Agenten wurden belohnt durch die Entdeckung von vielen interessanten Skulpturen und einer Welt von Inschriften. Wenn die Ausgrabung hält, was sie bisher verspricht, dann besteht große Hoffnung, dass Montagu House (das Britische Museum) den Louvre schlagen kann.“
Während dieser Unterbrechung lud ihn der Vizekonsul Rassam mit seiner Frau und einigen Herren aus Mosul ein, die Ruinen von Hatra zu besuchen.
Ende März hatte Layard Gewissheit über das Vorhandensein zweier geflügelter und mit Menschenköpfen versehener Löwen, die einst als Torwächter zu diesem Raum, der als Thronsaal König Assurnasirpals II. berühmt geworden ist, dienten. Durch diese Portale waren Könige, Priester und Krieger geschritten. Seit 25 Jahrhunderten waren sie den Menschen verborgen geblieben. Die Zivilisation und der Luxus dieser Nation waren unvorstellbar. Seine zwei Arbeiter kamen nur langsam voran, die Löwen freizulegen. Sie richteten sich nach der Mauer und gruben an dieser entlang. Hier entdeckten sie bald einen zerbrochenen Stier und unter ihm 16 kupferne Löwen, in einer Reihenfolge von groß nach klein.
Anfang Mai wurde Ismail Pascha aus Mosul versetzt, und Tahyas Pascha kam als Nachfolger. Dieser feine ältere Herr erlaubte Layard, mit seinen Ausgrabungen fortzufahren.
Im Frühsommer 1846 traf endlich der lang erwartete Brief aus Konstantinopel ein. Er enthielt nicht nur die Bewilligung, überall in der Türkei graben zu dürfen, sondern auch die Monumente nach Europa zu transportieren. Damit jedoch waren seine finanziellen Probleme nicht gelöst, um weitere Arbeiter einzustellen.
Mutig geworden durch die Erlaubnis des Wesirs, begann Layard jetzt, Probegrabungen in Kujundschik an der südlichen Front, wo der Hügel am höchsten war, vorzunehmen. Hier stieß er sofort auf den Einspruch des französischen Konsuls, M. Guillois, der die Ruinen als französisches Eigentum erklärte, weil Botta dort als Erster mit den Ausgrabungen begonnen hatte. Dies wurde jedoch nicht anerkannt, so dass sowohl Layard als auch Guillois dort gruben, jedoch jeder in eine andere Richtung. Als beide nach circa vier Wochen nichts Wichtiges entdeckt hatten, ging Layard zurück nach Nimrud.

### Verschiffung der Reliefs und des Löwen

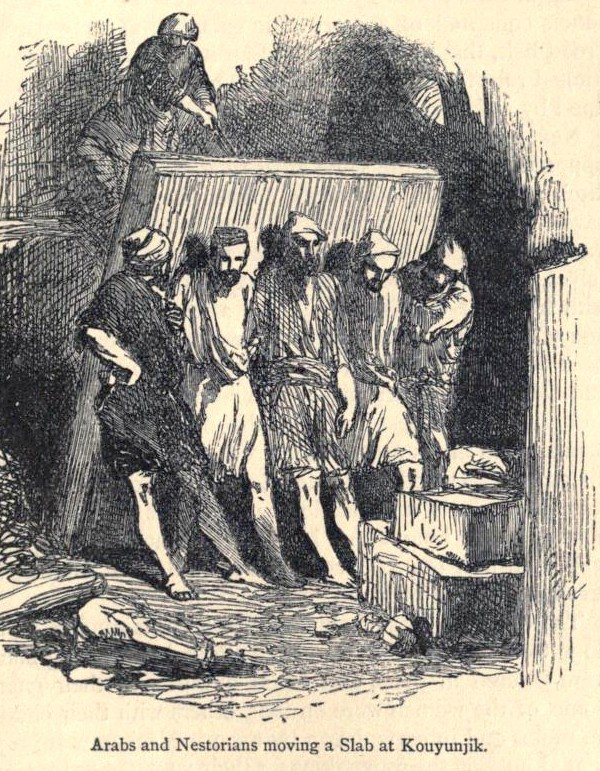
Araber und Nestorianer stützen das Abnehmen einer Reliefplatte

Kisten mit Flachreliefs fertig zur Verschiffung

Nun nahm Layard die Verschiffung der Reliefs und des Löwen in Angriff. Er hatte mit Rawlinson in Bagdad besprochen, das Dampfschiff „Nitocris“ nach Mosul zu schicken. Die Maschine war jedoch zu schwach, und das Schiff musste bei Tikrit umkehren.
Die erste Schwierigkeit war, die Reliefs mit ihrem erheblichen Gewicht zu bewegen. Er ließ so viel wie möglich der Mauerreste auf den Rückseiten entfernen. Da die Inschriften auf allen gleich waren, ließ Layard sie von Marmorschneidern aus Mosul einfach herausschneiden. Die somit erhaltenen zwei Hälften waren transportierbar. Jetzt konnten sie aus den Gräben gezogen werden. Die Köpfe eines Königs mit seinen Eunuchen, eine adlerköpfige Gottheit und den Kopf des Stieres aus gelbem Kalkstein wurden in Filz und Matten in roh gezimmerte Holzkisten verpackt. Auf einfachen Büffelkarren, die dem Pascha gehörten, wurden sie zum Fluss geschafft und dann auf ein Kellek, ein Floß aus aufgeblasenen Tierhäuten, verladen. Der Tigris ist von Mosul an schiffbar, hat eine ansehnliche Breite und Tiefe, aber auch viele Felsenklippen. Er vereinigt sich bei Al-Qurna (Korna) mit dem Euphrat zu einem einzigen Strom, dem
Schatt al-Arab. Dort ist er dann für große Schiffe befahrbar, doch wurde die Einfahrt an der Mündung durch Sandbänke sehr erschwert.

### Durch Kurdistan und bei den Yeziden
Aufgrund seines schlechten Gesundheitszustands entschied sich Layard gegen Ende August, die Arbeiten einzustellen und der Hitze zu entfliehen. Er machte dabei einen Abstecher nach Khorsabad, wo Emile Botta seine Ausgrabungen beendet hatte. Er stellte fest, dass Botta in ähnlicher Weise vorgegangen war, wie er selbst in Nimrud und dass die Räume kleiner waren. Auch die Bauweise und das Material waren gleich. Seit der Abreise von Botta hatten die Gräben die Räume teilweise wieder verschüttet. Erkennbar war, dass große Teile des Palastes verbrannt waren, lediglich eine Treppe war solides Mauerwerk. Khorsabad war wegen des Flusses Khausser und seinen zahlreichen kleinen Nebenflüssen ein feuchtes, sumpfiges Gebiet und viele Arbeiter waren an Fieber erkrankt.
In Begleitung von Hormuzd Rassam und einigen Dienern ritten sie in die Tiyari-Berge nordöstlich von Mosul – durch Kurdistan – da von dort viele seiner nestorianischen Arbeiter gekommen waren. Die Nestorianer waren eine christliche Sekte, die schon lange in dieser Region ansässig war. Hier erfuhren sie auch von den Massakern durch die Kurden in einigen Dörfern. In einigen Gegenden trafen sie Chaldäer, die inzwischen zum römisch-katholischen Glauben übergetreten waren.
Einige Tage nach ihrer Rückkehr nach Mosul erhielten Layard und Herr Rassam, der Vize-Konsul, eine Einladung von Scheich Nasr, dem Oberhaupt der Yeziden, an einem Fest teilzunehmen. Er wurde dort herzlich empfangen und ihm wurde die große Ehre zuteil, das Grab von Scheich Adi zu besuchen, dem großen Mystiker des 12. Jahrhunderts. Es war in einem ehemaligen Kloster gelegen in Lalisch und wurde einmal im Jahr durch viele Pilger besucht. Wenig bekannt war über ihre Religion und Layard war einer der wenigen Außenstehenden, der ihre Rituale erlebte. Er war erste Europäer, der umfänglich über die Jesiden in Scheichan und dem Dschabal Sindschar berichtete, deren „Fest der Versammlung“ (Jashne Jimaiye) er in Lalisch erleben konnte.
Sie hatten unter den letzten Paschas sehr zu leiden und waren gegenüber den türkischen Behörden misstrauisch. Layard war Zeuge einer Kampagne in den Sindschar-Bergen, bei der die Türken den Hauptort der Yeziden angriffen und die alten Leute, die zur Verteidigung zurückgelassen waren, hinrichteten. Die restlichen Einwohner hatten sich in einer Schlucht verbarrikadiert und verteidigten sich vehement. Die Truppen des Paschas griffen ihre Stellung mehrmals an, wurden jedoch mit schweren Verlusten geschlagen.

### Beauftragter des Britischen Museums
Zurück in Mosul erwartete ihn ein Schreiben des Britischen Museums, das ihn als ihren Beauftragten ernannte und ihn mit Geldmittel von circa 1000 Pfund ausstattete. Sir Canning habe die in Assyrien entdeckten Skulpturen der Britischen Nation geschenkt. Layard war tief enttäuscht von dieser Knauserigkeit, denn der Betrag war in keiner Weise ausreichend für die anstehenden Arbeiten, zumal auch noch die Transportkosten in diese Summe eingeschlossen waren. Außerdem erhielt er ein langes Dokument von den Treuhändern, das seine Verantwortungen im Einzelnen auflistete und in dem sie ihm mitteilten, dass sie ihm keine weitere Beschäftigung versprechen konnten, wenn seine Arbeit im Irak beendet sei. Diese Nachricht war ein weiterer Tiefschlag für ihn.
Viele der entdeckten Monumente befanden sich in einem Zustand des alsbaldigen Verfalls, sodass sie nicht transportiert werden konnten. Nur durch Zeichnungen konnten sie der Nachwelt erhalten bleiben und er grollte sehr, dass man ihm keinen Künstler zur Unterstützung in Aussicht gestellt hatte Er musste daher die Ausgrabungen überwachen, alle entdeckten Basreliefs zeichnen, die zahllosen Inschriften kopieren und Abdrücke von ihnen zu machen. Die Abdrücke wurden mit braunem Papier gemacht, das angefeuchtet und mit einer harten Bürste auf die Platte abgedrückt wurde. Einige dieser Abdrücke dienten als Formen und wurden später in England in Gips gegossen. Zu diesem Zweck wurde das Papier zu einer Art Brei gemacht und mit einem schleimigen Pulver, das von einer Wurzel mit Namen „Schirais“ kommt, gemischt. Weiterhin musste er die Funde verpacken und alle Arbeiten beaufsichtigen, damit bei den Ausgrabungen keine Schäden an den Monumenten entstanden. Layard meinte (wohl nicht zu Unrecht), dass wenn man jemand aus England schicken würde, der auch noch die Sprachen beherrschte, dieser bei seinen Verhandlungen mit den türkischen Behörden, Einwohnern und Arbeitern die bewilligte Summe bereits ausgegeben hätte, bevor noch die Ausgrabungen begonnen worden wären.

### Das Lager

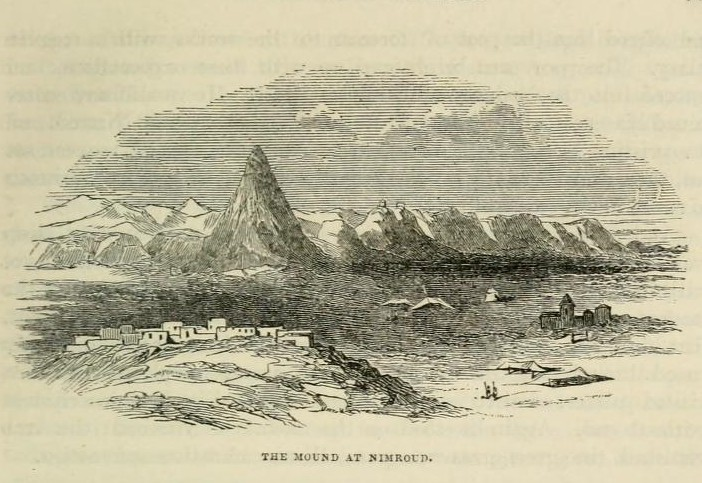
Hügel von Nimrud mit TELL

Nun suchte Layard sich 50 Arbeiter, kräftige Chaldäer, einen geschickten Marmorschneider, einen Zimmermann sowie Mohammed Agha, den der als Standartenführer kennengelernt hatte, zur Beaufsichtigung. Auch sein Kawass, Ibrahim Agha, kehrte mit ihm Ende Oktober nach Nimrud zurück. Außerhalb des Dorfes ließ er jetzt sich ein Haus mit zwei Zimmern aus Lehmziegeln errichten, das Dach war aus Balken, auf dem mit Lehm überzogene Zweige lagen, um den Regen abzuhalten. Außerdem ließ er einen offenen Innenhof errichten und alles von einer Mauer umgeben. Weitere Hütten wurden für seinen Kawass, für Diener, Gäste und Pferde errichtet. Auf dem Ruinenhügel selbst wurde ein Haus für die nestorianischen Arbeiter und ihre Familien gebaut sowie eine Hütte, in der die in den Ruinen entdeckten kleinen Gegenstände der Sicherheit wegen gebracht werden konnten. Nach den Stämmen, zu denen die Araber gehörten, teilte Layard sie in drei Abteilungen. An verschiedenen Stellen des Hügels, besonders bei den Eingängen zu den Laufgräben, wurden ca. 40 Zelte aufgeschlagen. Weitere Zelte standen um Layards Haus und am Flussufer, wo die Skulpturen vor der Verschiffung auf Flöße gelegt werden sollten. Fast alle Männer waren bewaffnet, sodass sie sich bei einem eventuellen Überfall durch Beduinen verteidigen konnten. Hormuzd Rassam wohnte bei Layard. Er bekam bald einen großen Einfluss auf die Araber und sein Ruf verbreitete sich durch die Wüste.
Layard teilte die Arbeiter in Abteilungen: 8 bis 10 Araber, die die Erde in Körben forttrugen und 2 bis 4 Nestorianer zum Graben. Unter die Araber mischte er einige eines feindlichen Stammes, damit er sofort erfuhr, wenn ein Komplott geschmiedet wurde oder sich jemand etwas aus den Ausgrabungen aneignen wollte. Ein Aufseher beaufsichtigte den Trupp und hatte Anweisung, Layard zu benachrichtigen, sobald sie auf eine Platte oder auf einen kleinen Gegenstand stießen.

### Weitere Entdeckungen

Plan II – Süd-West Ruine von Nimrud

Plan III – Nordwest-Palast von Nimrud

Am 1. November nahm Layard seine Arbeit wieder auf und konzentrierte seine Kräfte im Nordwesten und in der Mitte der Fläche, wo er schon Teile von Gebäuden ausgemacht hatte. Seine Arbeiter waren über den ganzen Hügel verteilt. Sie arbeiteten in den Räumen B, G und I (siehe Plan III), in der Mitte des Hügels, in der Nähe der gigantischen Stiere in der südöstlichen Ecke, wo bis jetzt noch keine Spur eines Gebäudes gefunden war und bei den Mauern a und d (siehe Plan II).
Aus Kostengründen führte er die Arbeiten wie bisher weiter, d. h. Gräben an den Seiten der Mauern fortzuführen und die Platten freizulegen, ohne die Erde aus der Mitte des Raumes fortzuschaffen, sodass nur wenige Räume vollständig untersucht wurden. Auch war er angewiesen, das Gebäude nach der Untersuchung wieder zuzuschütten. Deshalb füllte er die Zimmer mit dem Schutt jeder neu ausgegrabenen Reihe.
Im Raum B wurde eine große Anzahl Platten entdeckt, die gut erhalten waren und die Layard gleich zur Verschiffung vorbereiten ließ. (Tafel 13 und 14, 18, 19, 20, 21 und 22, 26, 27 und 30 in „The monuments of Nineveh“)
Im Zimmer I entdeckten sie eine größere Menge Kupfer und Eisen sowie Helme und Rüstungen. Unter herabgefallenen Platten fanden sie zerbrochene Vasen aus Alabaster. Nun fanden sie auch noch drei erhaltene Vasen, auf denen die Inschrift des Königs von Khorsabad stand. Auch eine Glasvase war dabei – wahrscheinlich aus Ägypten (diese Stücke sind in später Bombay abhandengekommen, was Layard sehr bedauerte.)

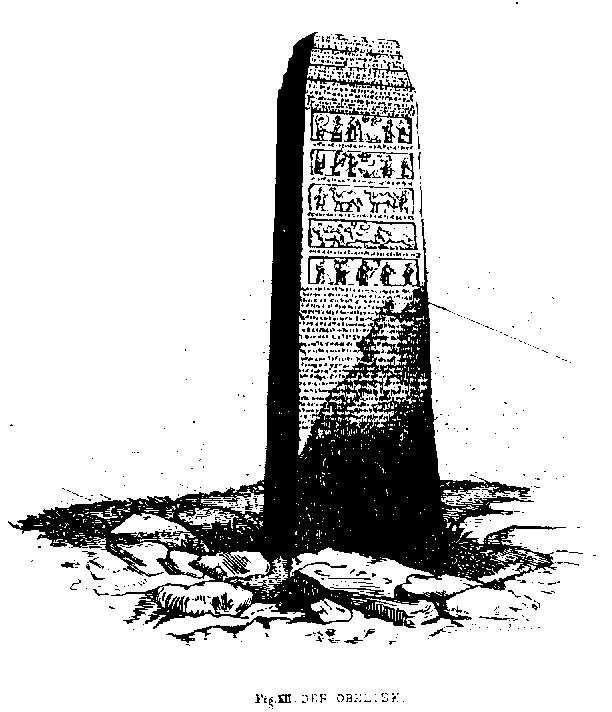
Der schwarze Obelisk – Zeichnung Layard

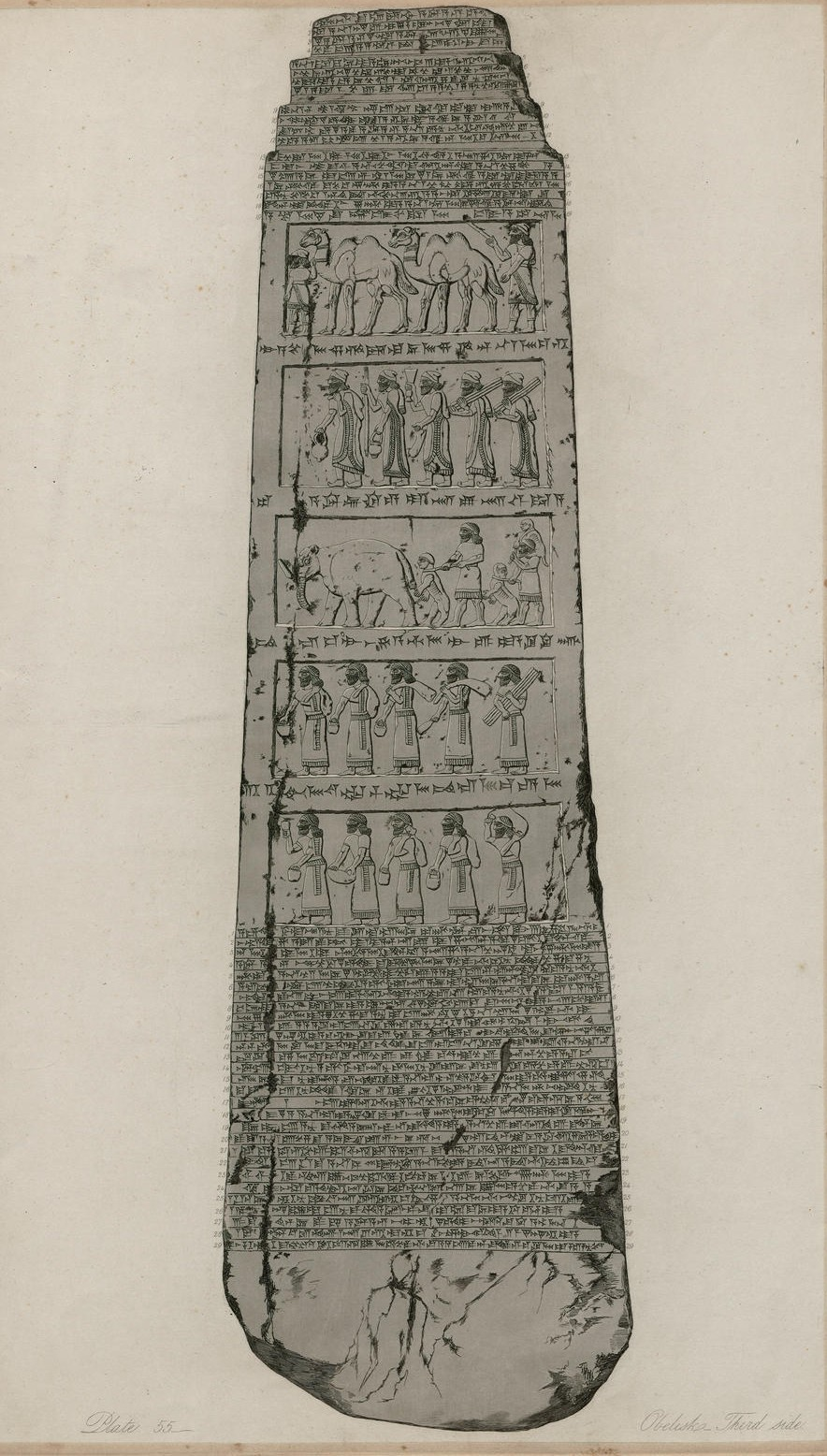
Der schwarze Obelisk, S. 3 – Stich aus Layards Buch Monuments of Ninive

Im Mittelpunkt des Hügels hatte er die gigantischen Stiere (Lamassu) entdeckt, die ihm als Eingang zu einem Gebäude erschienen, und er ließ um sie herum weiter graben. Hinter dem nördlichen Stier ließ er im rechten Winkel tiefe Gräben ziehen. Nach circa 3 m stießen sie auf riesige Platten (Nr. 7). Der Graben wurde nun mehrere Tage fortgeführt und war nun circa 50 Fuß lang, ohne zu der geringsten Entdeckung zu führen. Er war im Zweifel, ob er fortfahren sollte, als er ein Stück weißen Marmors entdeckt, der sich als Teil eines Obelisken, der 10 Fuß unter der Erde auf der Seite lag, herausstellte. Als sie ihn am nächsten Tag freigelegt und nach oben gezogen hatten, konnte Layard ihn betrachten. Der Obelisk war gut erhalten und es fehlte keine der Inschriften. Er war oben platt mit drei Stufen. Auf jeder Seite waren fünf Skulpturen – also insgesamt 20, getrennt durch Inschriften. Der König war zweimal dargestellt. Wesir und Eunuch bringen Leute herbei, die verschiedene Tiere führen: Kamel, Rhinozeros, Löwe, Elefant, Affen und Gegenstände tragen. Layard schloss daraus, dass es sich um Tributzahlungen handelt. Er konnte nicht wissen, dass es sich um Jehu, den König von Israel, handelt.

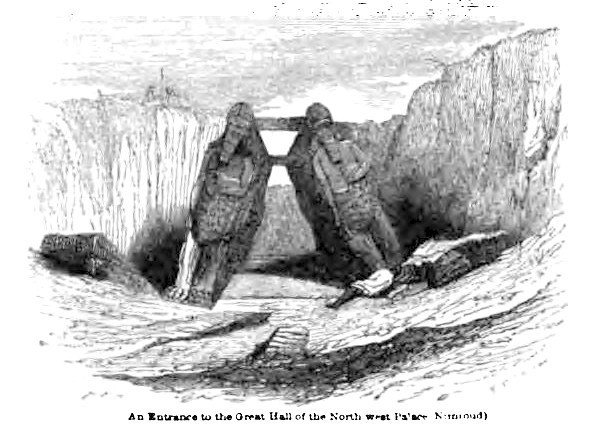
Eingang zur Großen Halle des Nordwest-Palastes von Nimrud

Zur gleichen Zeit entdeckte man in der südöstlichen Ecke ein geflügeltes Löwenpaar, deren Oberteile jedoch gänzlich zerstört waren, da sie aus grobem Kalkstein gefertigt waren. Zwischen den Löwen, die den Eingang bildeten, befanden sich ein Paar ebenfalls zerkrümelnder Sphingen. Der Eingang war ganz unter Holzkohle begraben und der Alabaster verkalkt, so dass er sofort zersprang, wenn er der Luft ausgesetzt wurde. Auch zwei weitere Löwen, die dem Feuer ausgesetzt waren, waren nur noch in Stücken vorhanden. Der Plan und die Natur des Gebäudes waren Layard nach wie vor ein Rätsel. Beim Weitergraben hinter den Löwen entdeckte er einige Zeilen Keilschrift, aus der er die Namen dreier Könige in genealogischer Reihe entzifferte.
In der Südwest-Ecke kam es zu Funden ganz anderer Art. Layard hatte auf eine beträchtliche Tiefe graben lassen, ohne Spuren eines Gebäudes zu finden. Es wurde eine Platte mit Inschrift gefunden, die Layard als die gleiche wie auf den Stieren im Zentrum des Hügels gesehen hatte. Als die Platte aufgerichtet wurde, stellte man fest, dass sich darunter ein Sarkophag befand mit einem gut erhaltenen Skelett, das aber sofort in Stücke fiel, als es der Luft ausgesetzt wurde. Darin standen zwei Krüge aus rotem Ton und eine kleine Flasche aus Alabaster. Kurz danach fanden sie einen zweiten Sarkophag mit ähnlichen Grabbeigaben.
Layard schreibt: „Die seit dem Beginn der Ausgrabungen in großartigem Maßstab vergangenen sechs Wochen gehörten an Ereignissen zu den glücklichsten und fruchtbarsten seit meinen Nachforschungen in Assyrien; fast jeder Tag brachte eine neue Entdeckung.“.
Bis April 1847 hatte er allein im Nordwest-Palast 28 Hallen und Zimmer ausgegraben, die mit Reliefs geschmückt waren sowie mit 13 Paaren geflügelter Stiere oder Löwen. Jetzt war es an der Zeit, eine Pause einzulegen.

### Die Verschiffung der gigantischen Figuren

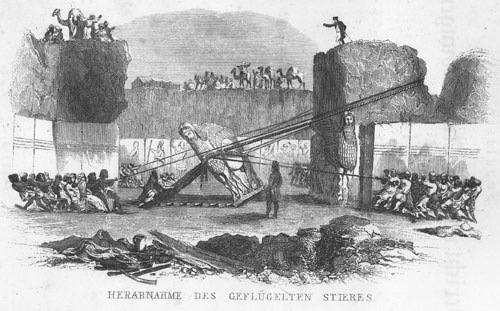
Herabnahme des Geflügelten Stieres, Stich aus Layards Buch Populärer Bericht über die Ausgrabungen zu Niniveh, Leipzig 1852

Layard begann die Verschiffung zu organisieren, den Tigris hinunter bis Bagdad und dann nach Basra und schließlich nach England. Dazu benötigte er viele Meter Seile und Matten und diese mussten aus Syrien importiert werden. Als eine Ladung von Beduinen gestohlen wurde, ritt Layard mit einigen türkischen Polizisten in das Lager, wo sie sofort die neuen Seile am Zelt des Scheichs bemerkten. Als der Scheich leugnete, die Ladung zu besitzen, legte Layard ihn in Handschellen und ließ ihn wegführen. Am nächsten Tag erhielt Layard seine Waren durch die Stammesangehörigen zurück.
Am 18. März war der Stier so weit vorbereitet. Filzmatten sollten das Durchscheuern der Seile oder Beschädigungen beim möglichen Herabfallen verhindern. Die Hauptschwierigkeit bestand darin, die große Masse anzuheben. Layard richtete sich nach der Methode, die Botta zum Transport angewandt hatte und konnte sogar einige von dessen Ochsenkarren benutzen. Als Hebel dienten Baumstämme. Dann sollte die Skulptur auf „Walzen“ gestellt werden, das heißt rollende Baumstämme, um sie im Graben fortzubewegen. Neben seinen Arbeitern erhielt er Hilfe vom Abu-Salman-Stamm sowie den Einwohnern der Dörfer Naisa und Nimrod. Die Familienangehörigen hatten sich als Zuschauer eingefunden. Trommeln und Pfeifen sowie das Kriegsgeschrei der Araber begleiteten die Aktion, so dass weder die Aufseher mit ihren Nilpferdpeitschen – geschweige denn Layard – sich Gehör verschaffen konnten. Die trockenen Seile und Taue quietschten, sobald sie die Spannung spürten. Sie wurden mit Wasser begossen, aber vergebens. Die Skulptur war nur noch 1 bis 1,5 m von den Walzen entfernt, als die Seile rissen. Der Stier fiel hinunter und mit ihm viele Araber, welche die Seile zogen. Layard befürchtete, dass der Stier zerschmettert worden war. Das war zum Glück nicht geschehen und er war auch noch in die Position gefallen, die er benötigte. Auch die Araber waren unverletzt und begannen nach dem Schreck sofort einen wilden Tanz. Sobald sie sich beruhigt hatten, wurde ein neuer Versuch gewagt und die Skulptur hinausgezogen. Bis ans Ende des Grabens waren Längsschwellen gelegt und es wurden immer wieder Walzen untergeschoben. Sowie die Skulptur vorwärtsging, wurden die hinten freigewordenen Walzen wieder untergelegt und nach kurzer Zeit erreichte sie das Ende des Grabens. Am Abend wurde ein Freudenfest gefeiert und am nächsten Tag ging die Arbeit weiter.

Verladung des geflügelten Stieres, Stich aus Layards Buch Ninive and its Remains, Band II, London 1848

An der abschüssigen Stelle des Hügels wurde der Stier hinunter geschafft, indem die Erde abgetragen und die Baumstämme gelegt wurden. Bald konnte die Figur durch Herablassen auf den Wagen gestellt werden. Büffelochsen wurden vorgespannt – aber diese weigerten sich, die Last zu ziehen. Jetzt war wieder Manneskraft gefragt und in Abteilungen von acht Mann wechselten sich die Kräftigsten an der Deichsel ab, während an die 300 Menschen den Wagen zogen und aus Leibeskräften schrieen. Im verlassenen Dorf Nimrud blieben zwei Räder in einem Graben stecken, obwohl Layard die Strecke vorher gründlich untersucht hatte. In diesen Gräben wurde Korn, Gerste und Stroh für den Winter aufbewahrt und sie waren nur notdürftig zugedeckt. Ihre Versuche, den Wagen wieder flott zu bekommen waren vergeblich. Layard ließ zur Bewachung eine Abteilung Araber zurück, die auch prompt in der Nacht überfallen wurden und eine Kugel kerbte die Seite des Stiers aus. Die Angreifer konnten jedoch vertrieben werden.
Am nächsten Tag gelang es ihnen, die Räder zu befreien und die Prozession ging weiter Richtung Flussufer. Hier gruben sich die Räder in den Sand und es mussten Planken ausgelegt werden. Eine Plattform war am Ufer errichtet worden, von der aus sie auf das Floß hinabgleiten sollte. Die Araber errichteten ihre Zelte um den Stier herum zur Bewachung.
Nun musste noch der geflügelte Löwe nahe dem Raum Y auf die gleiche Weise an den Fluss geschafft werden. Mitte April waren die Vorbereitungen hierfür beendet und Layard benutzte jetzt die doppelte Anzahl von Seilen. Er hatte beschlossen, den Löwen sogleich auf den Wagen zu heben und nicht erst auf Walzen durch einen Graben zu schleifen. Da der Löwe an mehreren Stellen gesprungen war, musste seine Herabnahme und der Transport mit besonderer Vorsicht geschehen. Die Araber versammelten sich wieder wie beim Transport des Stieres und alles gelang prächtig. Lediglich für den Transport zum Fluss benötigten sie zwei Tage, weil die Räder des Wagens immer wieder im Sand versanken.

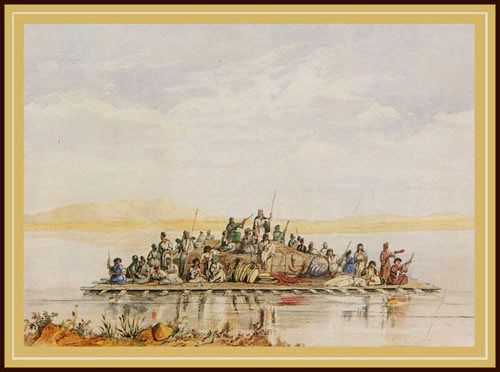
Der Stier und der Löwe auf dem Floß, Stich aus Layards Buch A Second Series of the Monuments of Nineveh, London 1853

Dieses Mal wollte Layard seine Skulpturen über Bagdad hinaus direkt bis Basra auf den Flößen (Keleks) verschiffen. In Mosul ließ sich jedoch kein Floßführer finden, der dazu bereit war. Über einen Vermittler wurde schließlich ein Mann in Bagdad gefunden, dem das Schuldgefängnis drohte und der sich deshalb bereit erklärte, die Fahrt zu unternehmen. Dieser Mullah Ali kam in Nimrud an und Layard musste sich mit ihm über den Bau des Floßes auseinandersetzen. Weil aus den Häuten nach und nach Luft entweicht, müssen diese kontrolliert und die Luft nachgefüllt werden. Dies musste in Bagdad geschehen. Damit der Floßschiffer an die Öffnungen der Häute gelangen konnte, verlangte Layard, den Stier und den Löwen so hoch wie möglich über dem Wasser zu haben, damit sie darunter kriechen konnten. Pro Floß hatte Layard 300 Felle benötigt.
Während des Hochwassers im Frühjahr konnten kleine Flöße in 84 Stunden bis Bagdad fahren, die großen aber brauchten mindestens 6 bis 7 Tage für ihre Reise. Layard rechnete wegen der schweren Last mit 8 bis 10 Tagen.
Am 20. April wollte Layard den Versuch der Verschiffung starten. Die beiden Skulpturen waren so auf Balken gestellt worden, dass sie, sobald die Keile unter ihnen weggeschlagen wurden, so sofort in die Mitte des Floßes hinabgleiten konnten. Dazu war das hohe Ufer bis an den Rand des Wassers zu einer steilen schrägen Fläche abgestochen worden.
Nun aber erschien plötzlich Hormudz Rassam mit einer schlechten Nachricht: die Araber verweigerten die Arbeit und forderten mehr Lohn. Layard wusste, dass ein oder zwei Anführer der Dscherbur die Urheber waren und so versuchten, von den Arbeitern selbst mehr Geld zu bekommen. Er ließ sie festnehmen und forderte die anderen auf, das Lager zu verlassen. Nun erschien eine Abordnung von einigen Scheichs, die Besorgnis über die Sicherheit Layards äußerten. Dieser versteckten Drohung begegnete er damit, dass er sein Gehöft in Verteidigungszustand versetzen und die Schießscharten in der Mauer öffnen ließ. Die Scheichs hatten ihre Zelte in Sichtweite des Dorfes aufgeschlagen und viele mussten ihnen folgen.
Layard sandte sofort einen Boten mit einem Brief nach Abd-er-Rahman und bat um Hilfe. Am Abend erschien dieser treue Freund und er schickte einen Befehl an seinen Stamm, den Marsch nicht fortzusetzen und mit der Anzahl zurückzukehren, die Layard benötigte. Als die Dscherbur die Abu Salman Araber anrücken sahen, kamen sie nach Nimrud zurück, um ihre Dienste wieder anzubieten. Layard hörte sie jedoch nicht an.
Die auf die schiefe Ebene gelegten Pappelholzbalken wurden jetzt mit einem Gleitmittel geschmiert. Die einzige Schwierigkeit sah Layard darin, dass die Skulptur zu schnell hinabglitt und durch den Druck die Felle des Floßes zersprengten. Dieses mussten die Araber an den Seilen verhindern. Alles ging wie gewollt, so dass ein zweites Floß gleicher Größe für den Löwen herangebracht werden konnte. Auch hier klappte alles nach Wunsch.
Nun galt es noch viele Platten einschließlich des großen Basreliefs, das den König zwischen den Eunuchen und geflügelten Figuren auf dem Thron darstellt und das Ende des Zimmers G gebildet hatte, sowie das Altarstück aus Zimmer B und über 30 Kisten, welche die kleineren in den Ruinen entdeckten Gegenstände enthielten, auf die beiden Flöße zu verteilen.
Als die Arbeit getan war, gab Layard ein Gastmahl für Abd-er-Rahmann und seinen Leuten sowie für alle, die ihm bei der Verladung der Skulpturen geholfen hatten. Dann nahmen sie Abschied.
Am Morgen des 22. gab Layard den Floßführern je ein Schaf, das sie am Ufer für eine glückliche Reise opferten. Nachdem alle Zeremonien vollzogen waren, küsste Mulah Ali Layard die Hand, nahm auf einem Floß Platz und fuhr dann den Tigris hinab.
Gemäß der Anweisung der Direktoren des Britischen Museums war es nun Layards letzte Aufgabe, die ausgehobenen Zimmer wieder mit Erde zu füllen, damit die sich darin noch befindlichen Skulpturen nicht durch Wind und Wetter beschädigt oder durch feindlich gesinnte Araber zerstört wurden.

## Ninive – Kujundschik

Karte der Ruinen von Ninive gegenüber von Mosul. Mit den beiden Ruinenhügeln Kujundschik und Nebi Junus, Leipzig 1908

Weil die Araber aus der Wüste ihr Lager am Westufer es Tigris aufgeschlagen hatten und Layard ihre Überfälle befürchtete, reiste er aus Nimrud ab und reiste zum großen Ruinenhügel nach Kujundschik. Aus den Dörfern in der Nachbarschaft wurde berichtet, dass diese Ruinen eine unerschöpfliche Quelle von Baumaterial seien und Layard war gespannt, ob dort noch irgendein Gebäude existierte.
Zwei etwa 20 m hohe Ruinenhügel beherrschen Ninive. Der nördliche (800 m lang, 400 m breit) heißt Kujundschik, der südliche führt im Volksmund den Namen Nebi Junus nach einer auf ihm errichteten, dem Propheten Jonas geweihten Moschee. Dieser Ort war den Gläubigen heilig.
Die Araber schlugen ihre Zelte an den Laufgräben auf. Hier fanden Männer und Frauen Platz für ihre täglichen Waschungen. Trinkwasser holten sie jedoch vom Tigris. Layard wohnte im Dorf. Er wusste, dass die Assyrer, wenn sie einen Palast oder ein öffentliches Gebäude bauten, Plattformen aus sonnengetrockneten Lehmziegeln anlegten, die 30 bis 40 Fuß (etwa 9 bis 12 m) über dem Niveau der Ebene lagen. Darauf wurde das Monument errichtet. Wurde das Gebäude zerstört, blieben die Ruinen auf der Plattform zurück. Also suchte er nach Plattformen. Weil Kjundschik sehr verschüttet war, musste er tief graben, womit er in der südwestlichen Ecke begann. Man fand Bruchstücke von Alabaster. Schließlich stieß man auf Überreste eines Eingangs und eine Platte, die vom Feuer völlig zerstört worden war. Aus den Inschriften der Platten konnte Layard entnehmen, dass es sich – nach den in Nimrud gefundenen – hier um den Sohn des Erbauers von Khorsabad handeln müsse, bzw. dessen Vorgänger oder Nachfolger, mit dem er in unmittelbarer Beziehung stand.
Er hatte bald einen Teil des Südwest-Palastes in Kujundschik ausgegraben und war davon überzeugt, dass eine Fortsetzung der Untersuchungen in Kujundschik reich an interessanten und wichtigen Resultaten sein würde. Layard hatte nur noch wenig Geld, so dass er am 24. Juni 1847 Mosul verließ. Hormuzd Rassam, seine rechte Hand, begleitete ihn nach England.

## Layards Triumph in London

Einer der Löwen aus Ninive wird am 12. Februar 1852 in den neuen Raum des Brit. Museums gebracht

Layards Rückkehr nach Europa war überschattet von der Revolution, die 1848 Europa erschütterte. Man hatte ihn über einen offenen Posten im Auswärtigen Amt informiert und er sollte in Konstantinopel auf Sir Canning warten. Layard erlitt wieder einen Malaria-Anfall und als sich Sir Cannings Rückkehr verzögerte, fuhr er im Herbst nach Italien, wo er alte Freunde und die Ruinen von Pompeji besuchte. Seine Weiterreise führte ihn nach Paris, wo Botta ihn mit offenen Armen empfing. Die Académie des Inscriptions et Belles-Lettres, deren auswärtiges Mitglied er 1889 wurde, lud ihn zu einem Vortrag ein und sie gratulierten ihm zu seiner Arbeit. Botta selbst hatte erwartet, dass man ihn als Französischen Konsul zurück nach Mosul senden werde, aber die politischen Ereignisse in Frankreich verhinderten das. Stattdessen erhielt er einen kleinen Posten in Jerusalem. Die beiden Männer sollten sich nie wieder sehen.
Er eilte nach London, wo er im Dezember 1847 im Hause seines Onkels am Montague Square ankam. Schnell nahm er Kontakt mit seinem Arbeitgeber, dem Britischen Museum, auf. Die erste Sendung aus Nimrud war eingetroffen und die Stücke waren bereits ausgestellt, obwohl noch einige Kisten am Kai von Basra auf Verschiffung warteten. Er benötigte noch Ruhe, um sich von der Erschöpfung und den wiederholten Malaria-Anfällen, die ihn sehr geschwächt hatten, zu erholen.
Das Auswärtige Amt hatte schließlich einen Posten für ihn gefunden – als Mitglied einer internationalen Grenzkommission, um die Grenzen zwischen der Türkei und Persien festzulegen. Er war nicht wirklich bereit, so schnell wieder in den Nahen Osten zu reisen, denn er fand Freude an seinem neuen Ruhm und den Dinnerparties, die dieser mit sich brachte. Vorkehrungen wurden getroffen, seine Zeichnungen und Texte zusammen mit einer Erzählung über seine Ausgrabungen zu veröffentlichen. Das Museum zeigte sich wenig bereit, weitere Ausgrabungen zu finanzieren, zumal Layard allein für das erste Jahr 4000 £ bis 5000 £ wünschte – was als völlig unrealistisch angesehen wurde.
Die 1840er Jahre waren eine turbulente Zeit und die Auswirkungen der industriellen Revolution auf die Gesellschaft waren vielfältig und Schriftsteller wie Disraeli und Dickens (Marx und Engels arbeiteten an ihrem „Manifest“) nahmen sich dieser Themen an. Irland hatte gerade die Große Hungersnot (Potato Famine) erlebt und die Chartistenbewegung forderte politische Reformen in Britannien. Auf dem Kontinent wurde die Februar-Revolution in Paris gefolgt von ähnlichen Ausbrüchen in Deutschland, Italien und Österreich-Ungarn. Die Regierung hatte dringenderen Angelegenheiten nachzugehen als archäologischen Expeditionen in den Mittleren Osten.
Das viktorianische Zeitalter war noch immer klassenbewusst und Layard hatte keine mächtigen Verwandten, die seine Interessen vertreten konnten. Unter seinen vielen loyalen Unterstützern in dieser Zeit war seine Cousine Charlotte Guest, die den Vertrag mit dem Verleger John Murray arrangierte. Sie war mit dem reichen Industriellen Josiah John Guest verheiratet, dem sie fünf Söhne und fünf Töchter gebar. Sie hatte vielerlei Interessen, lernte einige Sprachen während ihrer Schwangerschaften und nahm eine aktive Rolle in den Geschäften ihres Mannes ein. Sie war mit der Einrichtung ihres Hauses Canford Manor beschäftigt und Layard schenkte ihr einige Reliefs für die Dekoration. (Eines dieser Reliefs wurde 1992 entdeckt und 1994 durch Christie’s an das Miho-Museum bei Kyōto für 7,7 Millionen £ (11,9 Millionen US$) verkauft.) Sie wiederum ermunterte ihn, die Beschreibung seiner Entdeckungen zu beschleunigen.

Das British Museum hat gerade die Skulpturen aus Nimrud erhalten.

Layard lebte bei seiner Mutter in Cheltenham und verbrachte das ganze Jahr 1848 mit Schreiben. Er trat von seinem Posten in der Grenzkommission im September zurück. Ungefähr zur gleichen Zeit kamen die Kisten mit dem Großteil der ausgegrabenen Fundstücke in London an, nachdem sie bereits in Bombay ausgestellt waren, wo sie dann mehrere Monate auf Verschiffung warten mussten. Als er sie jedoch auspackte, musste er enttäuscht feststellen, dass sie nachlässig verpackt worden und dadurch die meisten zerbrochen waren. Seine Aufzeichnungen über die Fundorte waren alle durcheinander und viele der kleineren Stücke waren verschwunden.
Im Frühjahr 1849 kam sein Buch Nineveh and Its Remains heraus. John Murray kostete das Editieren von Ninive und seine Überreste circa 7 £, jedoch 300 £ für die meisterlichen Kupferstecher, die Layards Zeichnungen in Hunderte ins Auge springende Illustrationen umsetzten. Durch den großen Erfolg wurde es aber für alle ein einträglicher Bestseller, der in viele Sprachen Übersetzt wurde. (Ein Jahr später gab John Murray The Monuments of Nineveh heraus.) Nun prasselte auf Layard Lob von allen Seiten ein. Der Präsident der Royal Asiatic Society nannte das Buch „die größte Errungenschaft unserer Zeit“ und sogar sein Onkel Benjamin war beeindruckt. Die Universität Oxford verlieh ihm die Ehrendoktorwürde in Zivilrecht DCL (Doctor of Civil Law). Das Interesse an erneuten Ausgrabungen in Assyrien – und besonders in Kujundschik – war groß.
Für die Treuhänder des Britischen Museums gab Layard einen Band heraus, der die Abschriften der Inschriften von Nimrud, Kujundschik (Ninive), Kalah Schergat (Assur) und anderer assyrischer Ruinen enthielt. Diese Veröffentlichung sowie die jetzt ebenfalls vorliegenden, von Herrn Botta 1842 in Khorsabad entdeckten, Keilschriften boten vielfältiges Material für Untersuchungen. Einige bedeutende Orientalisten und Sprachkundler nahmen sich der Sache an, unter ihnen Edward Hincks, Edwin Norris (Sekretär der Royal Asiatic Society), William Henry Fox Talbot und Julius Oppert. Sir Henry Rawlinson verkündete 1850, dass es ihm gelungen sei, die Inschrift des schwarzen Obelisken, den Layard in Nimrud entdeckt hatte, zu entziffern.

## Zweite Forschungsreise von 1849 bis 1851

Plan von Nimrud mit allen Palästen

Unterirdische Ausgrabungen in Kujundschik

Layard hatte im Sommer 1849 seinen Posten in Konstantinopel als Attaché an der Botschaft angetreten, als er ihn nach kurzer Zeit von den Treuhändern des Britischen Museums die Nachricht erreichte, dass er mit den Ausgrabungen in Assyrien fortfahren könne. Das Museum erklärte sich bereit, zwei weitere Jahre zu finanzieren (jedoch für den geizigen Betrag von insgesamt 3000 £). Dieses Mal sollte der Künstler F. C. Cooper für die Zeichnungen ihm zur Seite stehen. Er benachrichtigte sofort Hormuzd Rassam, der in Oxford studierte, und er nahm den englischen Arzt Humphrey Sandwith, der den Osten bereist hatte und sich gerade in Konstantinopel aufhielt, ebenfalls mit. Ende August machten sie sich gemeinsam auf die Reise nach Mosul.
Gleich am nächsten Tag ritt er nach Kujundschik, wo seine Freunde Henry Ross und Christian Rassam nach seiner Abreise noch gegraben hatten. Die Gräben in der südöstlichen Ecke waren noch offen, wo er zwei weitere Räume untersucht hatte (siehe Plan L I). Die Basreliefs waren jedoch verunstaltet. Toma Shisman, der Aufseher, hatte eine ganz besondere Technik erfunden: er drang zu den unter enormen Lehm- und Schuttmassen verborgenen Palästen mit ihren Reliefs durch Tunnelgrabungen vor. Er ließ einen Schacht einige Meter in die Tiefe graben, bis er auf festen Untergrund stieß und arbeitete sich von dort im Stollen lateral soweit vor, bis er an eine Mauer stieß. Danach war es relativ einfach, dieser Mauer zu folgen und dann durch Türöffnungen von Raum zu Raum zu graben, bis der ganze Komplex offengelegt war.

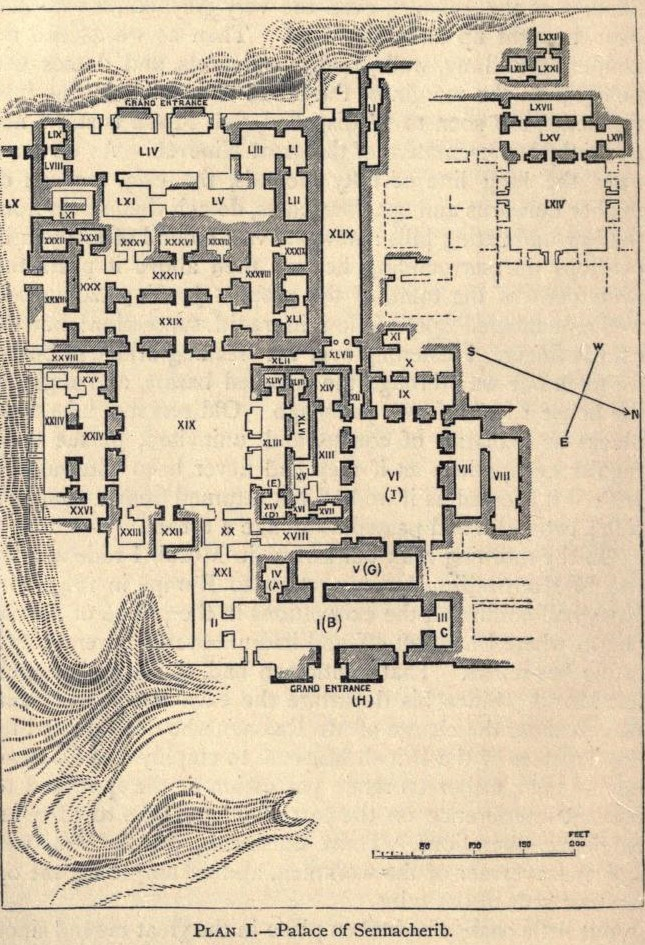
Plan I Der Palast von Sennacherib in Ninive (Kujundschik)

Unglücklicherweise waren die assyrischen Paläste aus Lehmziegeln, die in der Sonne getrocknet (gebrannt) waren, erbaut. Dieses Material ist für ein ungeübtes Auge nicht leicht zu erkennen, so dass die Arbeiter durch viele Wände brachen, ohne sich dessen bewusst zu sein. Das bedeutete aber auch, dass die Mitte des Raumes nicht ausgegraben wurde.
Layard stieg hinab in den unterirdischen Tunnel und besichtigte die Räume L XII und die große Halle XIV mit dem Portal, das von zwei riesigen menschenköpfigen Stieren flankiert wurde. Überall waren Reliefplatten, die Krieg, Gefangennahme und Sieg zeigten. Diese Reliefs bedeckten die Platte vollständig und waren nicht unterteilt wie die in Nimrud gefundenen. Auch zeigten sie viel mehr Einzelheiten im Hintergrund. Man konnte Obst- und Weingärten (der Levante?) ausmachen, die Berge des Westens oder Sümpfe im Süden. Layard hatte den Eindruck, dass sie Geschichten erzählten.
Seine Ankunft in Mosul hatte sich schnell herumgesprochen und viele seiner alten Arbeiter, wie der Marmorschneider, Zimmermann und Aufseher konnte er wieder einstellen. Toma Shisman setzte er wieder als Aufseher über die Arbeiten in Kujundschik ein und der Scheich der Jebour, Ali Rahal, wurde „Scheich des Hügels“. Nach zwei Tagen strömten auch die Chaldäer aus den Bergen und die Araber der Umgebung herbei.
Am 12. Oktober konnte er die Ausgrabungen wieder aufnehmen. Über 100 Arbeiter, eingeteilt in Gruppen von 12 bis 14 Leuten, waren auf dem Hügel beschäftigt.
Am 18. Oktober ritt er mit Hormudz Rassam nach Nimrud. Auf dem Weg dorthin mussten sie überall alte Bekannte begrüßen. Die Truppen des Paschas reichten nicht aus, um die Überfälle der Beduinen zu stoppen, so dass die Bewohner noch immer in Furcht lebten. Er inspizierte den Nordpalast und sah aus der sich gesenkt habenden Erde einige Ecken von Reliefs oder Skulpturen herausragen. Der Südwest-Palast lag unbedeckt, wie er ihn verlassen hatte. Das waren die Zeichen einer guten Bewachung durch die Bewohner, die auf dem Hügel ihre Felder bestellten.

Plan II Viereckturm und kleine Tempel in Nimrud

Auch in Nimrud sammelte er seine alten Arbeiter, um die Ausgrabungen des Nordwest-Palastes fortzusetzen. Neue Gräben wurden beim Zentralpalast in der Mitte geöffnet. Der Tell – oder die Pyramide – in der Nordwest-Ecke war noch nicht untersucht. Mit Ausnahme eines Schachtes von circa 40 Fuß (ca. 12 m) Tiefe, der ziemlich in der Mitte lag, war hier nichts geschehen. Layard ordnete an, einen Tunnel auf der Westseite von der Basis des Felsens, auf dem er lag, in den Schuttberg zu treiben.
Der Neffe von Abd-er-Rahman erschien mit einigen seiner Männer, da er von Leuten, die sich auf dem Hügel zu schaffen machte, gehört hatte und nach dem Rechten sehen wollte. Die Wiedersehensfreude war groß. Einen Tag später fand er Henry C. Rawlinson tief schlafend in einem der ausgegrabenen Räume. Da dieser Fieber hatte, begleitete Layard ihn nach Mosul und drei Tage später reiste Rawlinson weiter nach Konstantinopel.
Während der Monate November und Dezember war Layard abwechselnd in Kujundschik und Nimrud. Mr. Cooper, der in Mosul wohnte, ritt jeden Tag nach Kujundschik, um die gefundenen Basreliefs zu zeichnen. Hormuzd Rassam, der Layard bei seinen Ritten gewöhnlich begleitete, war Oberaufseher. Er kümmerte sich um die Auszahlung der Löhne, schlichtete Streitigkeiten und erledigte viele andere Aufgaben. Er war ein wichtiger Mann, der den Charakter der verschiedenen Araberstämme bestens kannte und dementsprechend mit ihnen gut umgehen konnte. Layard betonte: „die Treuhänder des Britischen Museums schulden ihm nicht nur viel des Erfolges dieser Unternehmungen, die er mir durch seine Wirtschaftlichkeit ermöglichte. Ohne ihn hätte ich mit den zur Verfügung gestellten Mitteln nur die Hälfte erreicht.“.

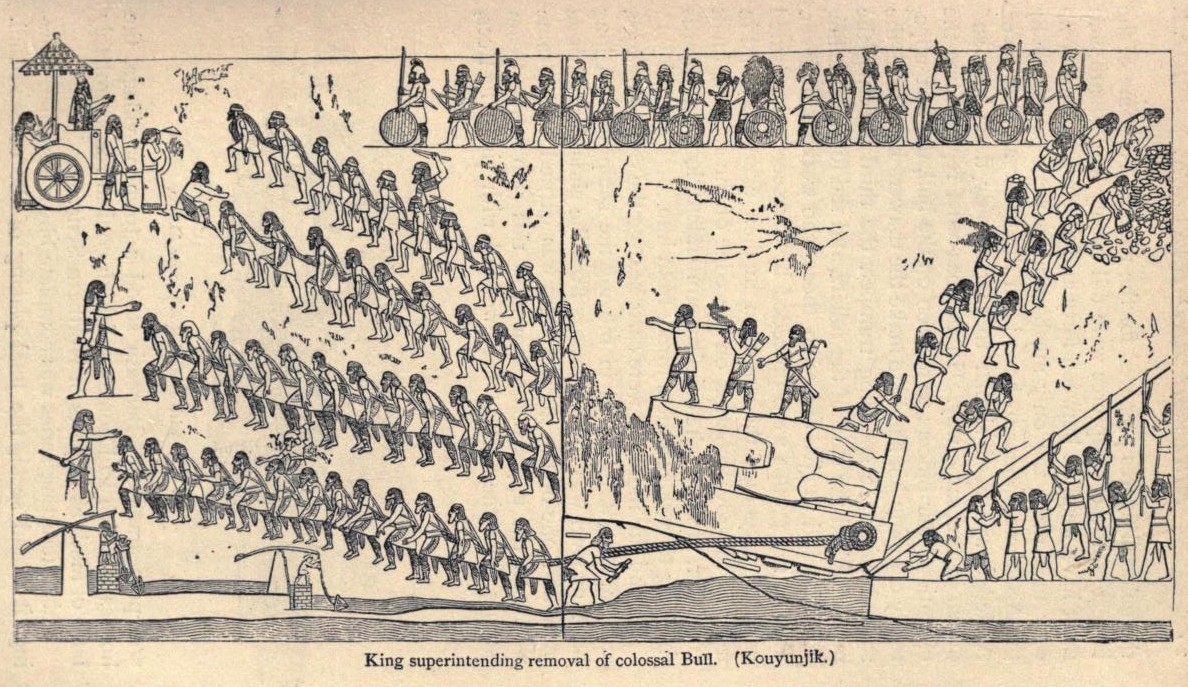
Der König überwacht den Transport des Stieres – Relief aus Ninive

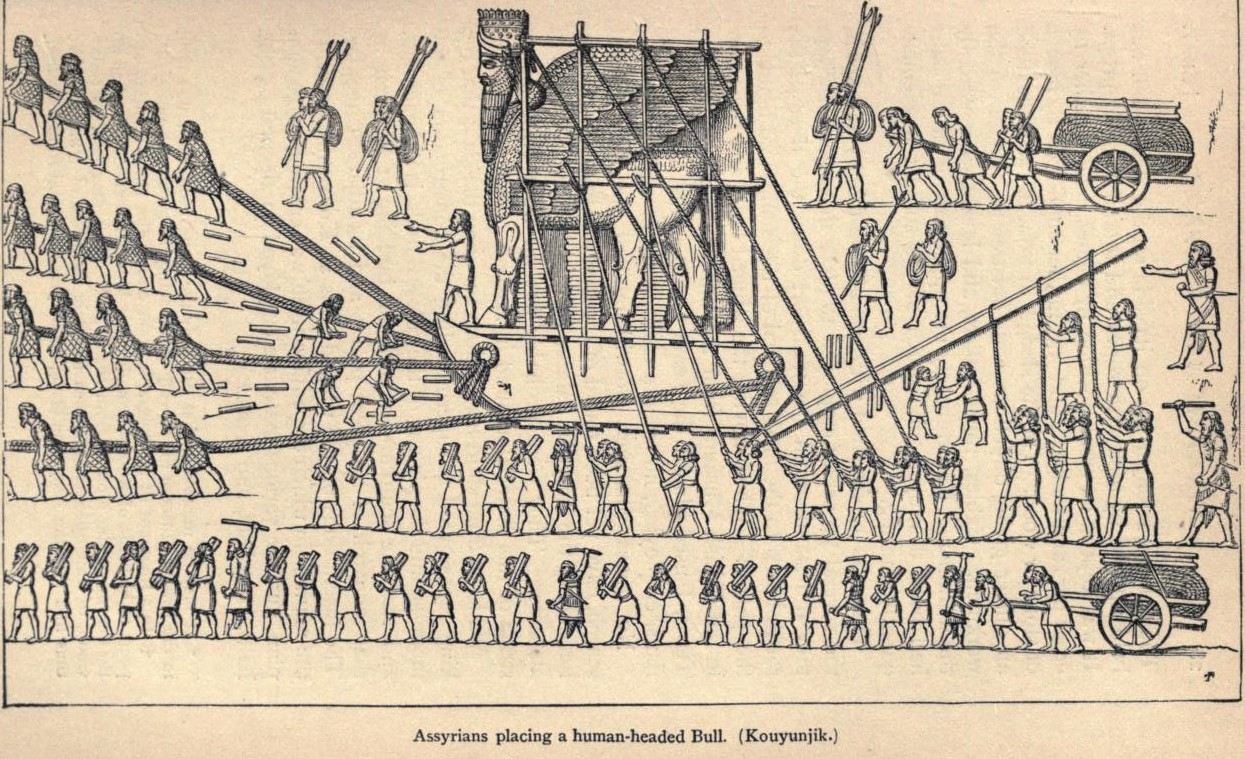
Assyrer ziehen einen menschenköpfigen Stier in seine endgültige Position – Relief aus Ninive

Ende November war die große Halle (oder Hof) ausgegraben. Dieser Hof war 124 Fuß (37,80 m)lang und 90 Fuß (circa 27 m) breit (Nr. VI in Plan I). In der Mitte von jeder Seite befand sich ein Eingang, der von Stieren bewacht war. Die Wände waren vollständig mit Reliefs bedeckt, die unter dem Feuer stark gelitten hatten. Ein schmaler Gang führte in die Südwest-Ecke, die Layard bereits bei seinem ersten Besuch untersucht hatte. Viele der durch Feuer angegriffenen Reliefs wurden an Ort und Stelle gelassen und Cooper und Layard fertigten nur Zeichnungen an. Von einigen war nur der untere Teil erhalten.
Der Gang führte in einen Raum 24 × 19 Fuß (7,3 × 5,8 m), von dem weitere Gänge (Nr. XLVIII und XLII in Plan I) abzweigten. Dies war der Eingang zu einer breiten und weitläufigen Galerie von 218 × 25 Fuß (66,5 × 7,6 m). An der Westseite war ein Tunnel gehauen, weil es hier keinen Eingang gab, der zu den von Mr. Ross ausgegrabenen Räumen führte und somit eine Verbindung herstellte. Die gesamte Galerie wies Reliefs auf. Besonders interessant waren die der Westseite, welche den Transport der Stiere wiedergeben, die die Tore in den Palast bewachten. Anscheinend hatte man sie im Steinbruch bereits grob gemeißelt und auf Schlitten zum Fluss gezogen, wo sie auf Keleks verladen und zum Palast verschifft worden waren. Hier erhielten sie die Feinarbeiten und wurden dann in ihre endgültige Position gezogen. Eines der Reliefs zeigt die Figur aufrecht auf dem Schlitten, gehalten durch Männer mit Seilen und gegabelten hölzernen Requisiten. Sie wurde aufrecht gehalten durch Bäume, die zusammengehalten wurden durch Querbalken und Keile, unterstützt durch Blöcke aus Holz oder Stein. Auf dem Schlitten, vor dem Bullen, stand ein Offizier, der mit ausgestreckten Armen den Arbeitern Befehle erteilte. Taue, Rollen, Seile und Hebel wurden von den Arbeitern benutzt. Die Methode war ähnlich der, die Layard und Botta angewandt hatten, als sie die Stiere entfernten und nach Europa verschifften.
In Kujundschik wurde ein Raum entdeckt (XXXVI, Plan I) 38 × 18 Fuß (11,6 × 5,5 m) groß, der Reliefplatten in sehr gutem Zustand zutage förderte. Es sollte sich herausstellen, dass es sich bei diesem bis zu 2,50 Meter hohen und 18,90 Meter breiten Relief um die Eroberung der judäischen Stadt Lachisch handelt. Lachisch weigerte sich, Tribut an den assyrischen König Sanherib zu zahlen, und wurde deshalb zerstört. Das Lachisch-Relief zeigt deutlich die Ereignisse der Schlacht:
-- vor den Mauern wird heftig gekämpft, und auf einer Belagerungsrampe werden schwer gepanzerte Sturmböcke gegen die Stadtmauer geschoben
-- die Verteidigung versucht, mit Fackeln die Sturmböcke in Brand zu schießen, gleichzeitig übergießen die Assyrer die Sturmböcke mit Wasser
-- es werden Gefangene gemacht, Tote werden aufgespießt, die Beute wird herausgetragen, darunter die heiligen Gefäße für religiöse Rituale
-- die Topographie und sogar die einheimische Pflanzenwelt sind genau dargestellt.

### „The chambers of records“ – die Archive

#### Inschriften auf Zylindern (Tonfässchen oder Rollsiegel)

Zylinder mit assyrischen Aufzeichnungen

In Kujundschik erwarteten ihn überraschende Funde. Der erste Eingang, der von Fisch-Priestern bewacht war, führte in zwei kleine Räume, die sich zueinander öffneten und einst mit Basreliefs verziert waren, von denen jetzt aber der größere Teil zerstört war. Layard nannte diese Räume „the chambers of records“ (Nr. XL und XLI im Plan), denn es schien ihm, dass sie Dekrete der assyrischen Könige und die Archive des Reiches enthielten.
Die historischen Aufzeichnungen und Dokumente der Assyrer wurden auf Tafeln oder Zylindern aus Ton aufbewahrt. Viele Exemplare sind nach England gebracht worden. Layard hatte dem Britischen Museum einen großen hexagonalen (sechseckigen) Zylinder gesandt, auf dem die Chronik von Assurhaddon stand. Auf einem ähnlichen Zylinder, der in Nebi Yunus entdeckt wurde, befinden sich acht Jahre der Annalen von Sanherib. Auf einem fassförmigen Zylinder, der als „Bellino“ bekannt ist, steht ein anderer Teil der Aufzeichnungen desselben Königs. Die Wichtigkeit dieser Relikte ist einfach zu verstehen: Sie repräsentieren in einem kleinen Umfang eine Abkürzung oder Zusammenfassung der Inschriften auf den großen Monumenten und Palastwänden, indem sie eine Chronologie der Ereignisse in der Regierungszeit jedes Königs wiedergeben. Die Schrift ist klein und die Buchstaben stehen so dicht aneinander, sodass man erheblicher Erfahrung benötigt, um diese zu trennen und abzuschreiben.

#### Die Tontafeln – Assurbanipals Bibliothek
Diese Räume schienen ein Lager für solche Dokumente zu sein. Bis zu einem Fuß hoch waren sie mit Tontafeln gefüllt (einige spätere Autoren meinen, dass Layard hier übertrieben hat), einige ganz, aber der größere Teil zerbrochen. Sie waren von unterschiedlicher Größe; die größten Tafeln waren flach und maßen circa 9 × 6,5 Inches; die kleineren waren leicht konvex und einige waren nicht länger als ein Zoll, jedoch mit einer oder zwei Zeilen beschrieben. Die keilförmigen Buchstaben auf den meisten waren einzigartig scharf und gut umgrenzt, jedoch so klein, dass es in einigen Fällen kaum möglich war, sie ohne Vergrößerungsglas zu lesen. Sie waren mit einem Instrument in den feuchten Ton gedrückt worden, der danach gebacken wurde. Die Dokumente waren verschiedener Art: hauptsächlich Berichte von Kriegen und entfernten Expeditionen, welche die Assyrer unternommen hatten, sowie königliche Dekrete, die mit dem Namen des Königs gestempelt waren. Listen von Göttern und wahrscheinlich den Geschenken, die ihren Tempeln geopfert wurden, Gebete. Briefe in Tabellen mit bilingualer oder trilingualer Sprache; grammatikalische Übungen, Kalender, Listen der heiligen Tage; astronomische Berechnungen; Listen von Tieren, Vögeln und verschiedenen Objekten usw. Viele sind mit einem Siegel versehen und erweisen sich als Verträge oder die Abtretung von Land. Wieder andere tragen den Eindruck von Rollsiegeln. Auf einigen Tafeln befanden sich phönizische oder kursive aramäische Buchstaben und andere Zeichen.

Fragmente der Tontafeln mit der Sintflut-Erzählung

11. Tafel „Die Flut“ des „Gilgamesch-Epos“

Die angrenzenden Räume enthielten ähnliche Relikte, jedoch in wesentlich kleinerer Anzahl. Viele Kisten wurden mit diesen Tafeln gefüllt und an das British Museum gesandt. Noch wusste Layard nicht, dass er einen Großteil der Bibliothek des Aššurbanipal gefunden hatte. Hier legte er den Grundstein für die berühmte „K“(ujundschik)-Sammlung des Museums, die durch weitere Funde von Hormuzd Rassam, George Smith und anderen erweitert wurde. Noch heute sind Wissenschaftler damit beschäftigt, die Fragmente dieser Tontafeln wie in einem Puzzlespiel zusammenzusetzen und zu identifizieren.
Unter den Tontafeln befand sich ein Fragment mit den (heutigen) Abmessungen:
Länge: 15,24 Zentimeter
Breite: 13,33 Zentimeter
Dicke: 3,17 Zentimeter.
Zweiundzwanzig Jahre nachdem die 26.000 Keilschrifttafeln der Bibliothek Assurbanipals sorgfältig verpackt, ihre lange Reise von Ninive in das British Museum in London beendet haben, sind noch lange nicht alle Tafeln entschlüsselt. In der angestaubten Atmosphäre des British Museum beschäftigte sich George Smith 1872 damit, weitere dieser Tafeln zu entziffern.
Dabei entdeckte er das heute weltberühmte Gilgamesch-Epos, die Erzählung des legendären Königs Gilgamesch von Uruk, der sich zum Urahn des Menschengeschlechts Utnapischtim aufmachte, um die Unsterblichkeit zu suchen. Eine Stelle jedoch faszinierte Smith besonders. Es ist die Schilderung von Utnapischtims wundersamer Rettung vor einer großen Flut. Als 11. Tafel „Die Flut“ des „Gilgamesch-Epos“ sollte sie später weltberühmt werden.
Die elfte Tafel erzählt von der Flut und Utnapishtim. Der Rat der Götter entschied, die ganze Erde unter Wasser zu setzen, um die Menschheit zu vernichten. Aber Ea, der Gott, der die Menschen schuf, warnte Utnapishtim aus Schuruppak, einer Stadt an den Ufern des Euphrat, und leitete ihn an, ein riesengroßes Boot zu bauen (in unserer Bibel Noahs Arche).

#### Die Siegel

Tonstücke mit Siegelabdruck. Rechts unten: Rückseite des Siegels, das den Abdruck eines Bandes und der Finger zeigt

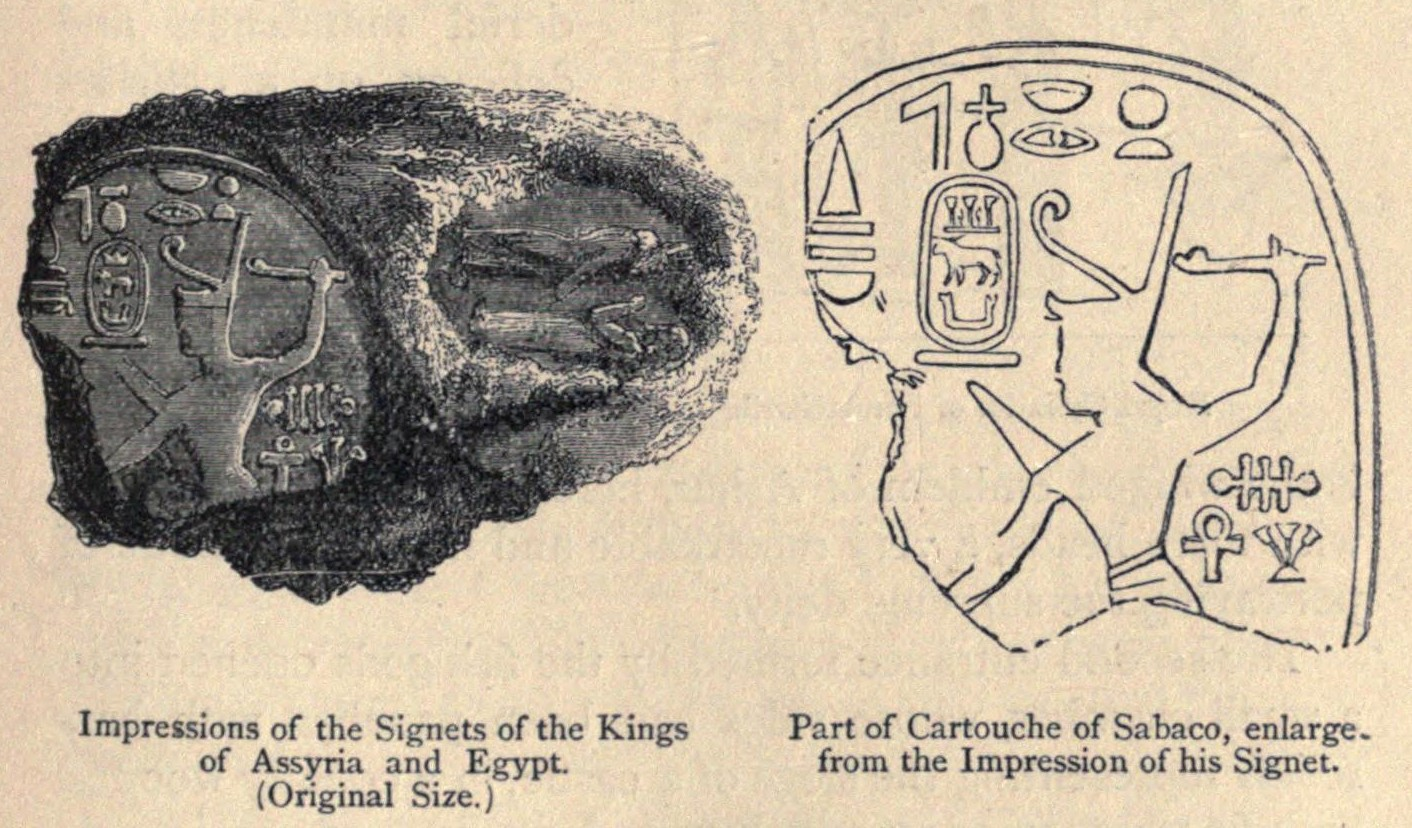
Links: Abdruck der Siegel der Könige von Assyrien und Ägypten (Originalgröße)
Rechts: Teil der Kartusche von Sabaco (vergrößert) von dem Abdruck seines Siegels

Zusammen mit diesen Tafeln entdeckten sie eine Anzahl von feinen Tonstücken, die den Eindruck von Siegeln vermittelten und die offensichtlich den Dokumenten beigefügt waren, die auf Leder, Papyrus oder Pergament geschrieben waren. Die Dokumente selbst waren verschwunden. In den Tonsiegeln sind noch die Löcher für ein Band oder Streifen aus Tierhaut zu sehen, an dem das Siegel befestigt war. In einigen war Asche verblieben und der Daumen- oder Fingerabdruck, mit dem die Mulde geformt worden war.
Der größte Teil dieser Siegel war assyrisch, jedoch trugen einige ägyptische, phönizische und andere Symbole und Zeichen. Manchmal fand man einige Abdrücke des gleichen Siegels auf einem Stück Ton. Das häufigste assyrische war das des Königs, der einen Löwen erlegt mit einem Schwert oder Dolch und häufig umrandet war von einer Inschrift oder einer gemusterten Bordüre. Dies schien ein königliches Siegel zu sein.
Die wichtigste und bemerkenswerteste Entdeckung war ein Tonstück, das den Abdruck von zwei königlichen Signets enthielt, einer war assyrisch, der andere ägyptisch. Der ägyptische stellte den König dar, der seine Feinde erschlägt. Der Name, geschrieben in Hieroglyphen in der üblichen königlichen Kartusche, war der von Schabaka aus der 25. ägyptischen Dynastie. Dieser König regierte in Ägypten gegen Ende des 7. Jahrhunderts v. Chr., ungefähr zu der Zeit, als Sennacherib den Thron bestieg. Layard vermutete, dass diese Siegel einem Friedensvertrag zwischen Assyrien und Ägypten beigefügt waren.

Der königliche Siegelzylinder des Sanherib

Der Siegelzylinder des Sennacherib wurde später am Fuße der großen Stiere entdeckt, die den Eingang dieses Palastes bewachten. In dem Ruinenhaufen zu Füßen eines der Stiere wurden vier „Zylinder“ (Tonfässchen, die innen hohl sind und auf eine feuchte Tontafel gerollt werden, daher auch Rollzylinder genannt) und einige Perlen mit einem Skorpion aus Lapislazuli, die wohl einmal zu einer Kette gehörten. Auf einem Zylinder aus klarem Feldspat fand er den König eingraviert, in einem Bogen stehend wie bei dem Felsrelief von Bavian. Layard schloss daraus, dass es sich hierbei um das Siegel oder ein Amulett von Sanherib handeln müsse. In einer Hand hält er das heilige Szepter und die andere ist in Anbetung erhoben vor der geflügelten Figur in einem Kreis, die hier mit drei Köpfen dargestellt ist. Diese Darstellung des Emblems ist sehr selten. Die mystische menschliche Figur mit Flügeln und Schwanz eines Vogels, eingerahmt von einem Kreis, war das Symbol des dreieinigen Gottes, der höchsten Gottheit der Assyrer und der Perser, ihrer Nachfolger im Reich. Vor dem König steht ein Eunuch und der heilige Baum, dessen Blüten in diesem Fall die Form einer Eichel haben. Eine Bergziege steht auf einer Blume, die dem Lotus ähnelt, beschließt das Bild. Die Einkerbung dieses wunderschönen Schmuckstücks waren nicht tief, aber scharf und ausgeprägt, und die Einzelheiten sind so winzig, dass ein Vergrößerungsglas notwendig ist, um sie zu erkennen.

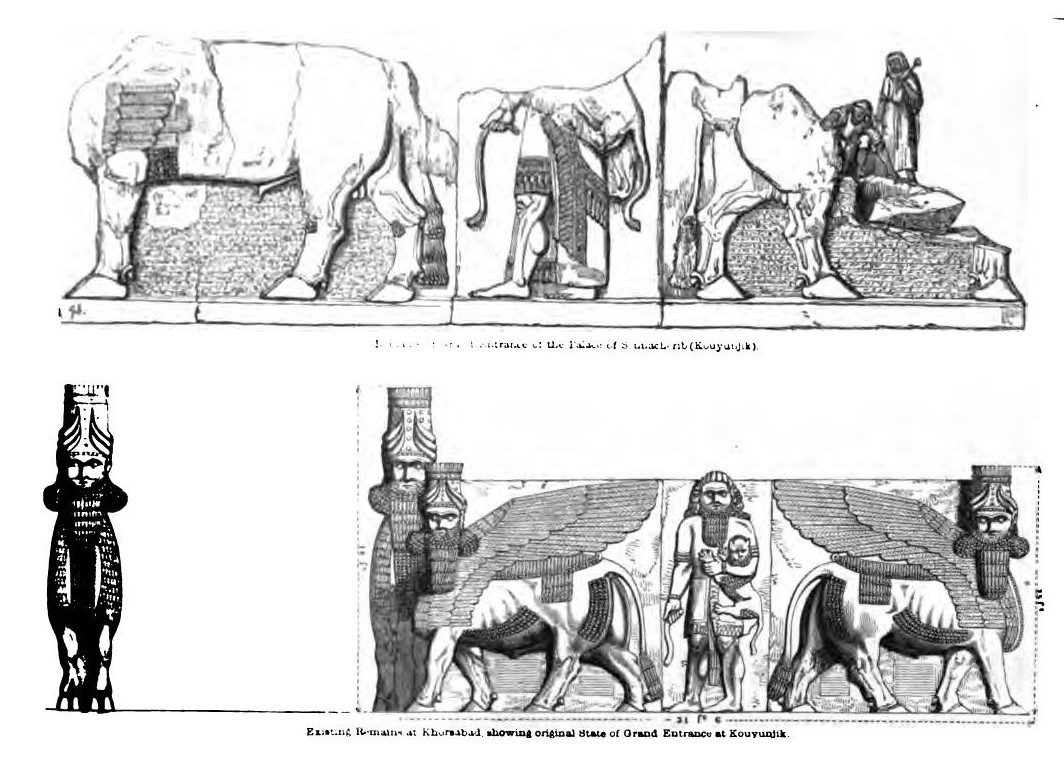
oben: Überreste der Fassade und des Haupteingangs des Palastes von Sanherib in Kujundschik, unten:
der rekonstruierte Haupteingang Anhand der Figuren von Botta (links) aus Khorsabad (Herkules erwürgt einen Löwen in der Mitte)

In Ninive hatten sie den imposanten Eingang freigelegt, der von einer monumentalen Fassade flankiert war mit riesigen geflügelten Stieren und Figuren – ähnlich denen, die Botta in Khorsabad gefunden hatte. Dies war der Eingang zum Thronsaal, der sich auf der Westseite des großen Hofes befand.

Stiere mit historischen Inschriften von Sanherib in Kujundschik – Es konnten nur noch Abschriften erstellt werden

Die Stiere waren mehr oder weniger zerstört. Glücklicherweise jedoch, war der untere Teil von allen erhalten geblieben. Aufgrund dieser Tatsache verdanken wir Layard die Auffindung der höchst wertvollen Aufzeichnungen der alten Welt, durch welche die Arbeit der Altertumsforscher belohnt wurde. Die Inschriften der großen Stiere des Eingangsportals waren fortlaufend und enthielten 152 Zeilen. Auf den vier Stieren der Fassade waren zwei Inschriften, jede Inschrift war über ein Paar ausgeführt und die beiden hatten genau die gleiche Bedeutung. Diese beiden eindeutigen Aufzeichnungen enthalten die Annalen von sechs Jahren der Regierungszeit von Sanherib, das heißt hauptsächlich seine Siege, aber auch viele Einzelheiten in Verbindung mit der Religion der Assyrer, ihrer Götter, ihrer Tempel und den Bau ihrer Paläste, die alle von höchstem Interesse und Wichtigkeit für das Verständnis jener Zeit sind. Es tauchen darin die Namen Hezekiah auf und auch von Sargon und Salmanasser.
Als sie in Nimrud direkt in den „Tell“ hineingruben, legten sie einen unterirdischen Gang (30 × 2 m) frei, der vor langer Zeit angelegt worden war, vermutlich von Räubern, da eine andere Funktion ihnen verschlossen blieb. Die „Pyramide“ stellte sich Layard als stufenförmigen Turm vor, bekannt als „Zikkurat“. Darauf kam er durch einen Vergleich mit einem in Ninive gefundenen Relief. Er schätzte die Höhe des Originals auf 100 Fuß (circa 30 m). Die meisten der gebrannten Ziegel, die im Schutt gefunden wurden, trugen den Namen Sanheribs.

Die kolossale Figur des geflügelten Löwen aus Ninive wird 1852 in das British Museum transportiert

Nach seiner Rückkehr am 10. Mai aus Arban und der Gegend am Kabur wurde ihm berichtet, dass aufgrund sintflutartiger Regenfälle und der Schneeschmelze im Gebirge der Tigris die Ufer eingerissen und das gesamte Gebiet bis zum Fuße des Hügels von Nimrud überschwemmt habe. Einer der beiden riesigen Löwen war bei der Verladung auf die Flöße zerbrochen. Layard erhielt einen Brief von Captain Felix Jones, dem Kommandanten der britischen Dampfer auf den Flüssen, dass eines der beiden Flöße in den Sumpf getrieben worden war, circa eine Meile vom Strom entfernt. Es sollte bis Mitte des Sommers dauern, ehe Captain Jones durch Umladen von Kisten das Floß wieder in das Fahrwasser manövrieren konnte. Zum Glück ging nichts verloren.

Eingang zu einem kleinen Tempel (Nimrud) von Löwen bewacht

Eingang zum Tempel des Hohen Hügels (Nimrud) mit Relief des Königs. Zeichnung von Cooper

Fragmente – Bronzeverzierungen des Thrones von Sanherib(Nimrud)

Während Layards Abwesenheit hatte man in Nimrud weiter um die Zikkurat gegraben und durch Untertunnelung nach Osten zwei Tempel-Anlagen erreicht. Der größere Tempel hatte zwei Eingänge, einer von ihnen wurde von zwei riesigen menschenköpfigen geflügelten Stieren bewacht, während der andere aus großen Reliefblöcken bestand. Auf einer besonders schönen stand der König an einer Seite des zweiten Eingangs zusammen mit einem kleinen Stein-Altar. Das Innere des Tempels war schwer beschädigt durch ein Feuer, dennoch gab es Tafeln mit langen Inschriften (heute wissen wir, dass er dem Gott Ninurta geweiht war). Der kleinere Tempel wurde von einem Paar großer naturalistischer Löwen bewacht und enthielt eine wunderbare Statue des Königs Assurnarsipals II., der den Nordwest-Palast erbaut hatte.
In Nimrud fanden sie im südlichen Teil des Nordwest-Palastes viele Kessel, in denen Bronzegefäße und Glocken waren. In einer Ecke war eine Anhäufung von Tellern, Schüsseln, Schalen und Gefäßen, zum Teil mit Ornamenten und besonders schön geformten Henkeln. Auch Waffen befanden sich darunter, wie zum Beispiel Schilde und Dolche, Köpfe von Speeren und Pfeilen. Sie waren jedoch fast zerfallen und es gelang, lediglich zwei Schilde nach England zu senden. Sie fanden eine Vase aus Glas und aus Alabaster, auf denen der Name von Sargon stand, sowie zwei Würfel jeweils mit einem in Gold eingelegten Skarabäus.
An einer anderen Stelle fanden sie den königlichen Thron. Er war beinahe völlig zerfallen. Layard konnte jedoch die Ähnlichkeit mit dem Thron von Sanherib auf den Lachisch-Reliefs und demjenigen von Khorsabad ausmachen. Er war aus Holz, lediglich die Füße schienen aus Elfenbein zu sein. Das Holz war mit besonders schönen Bronze-Arbeiten belegt. Zahlreiche Fragmente dieser Verzierungen sandte er nach England. Durch diese beinahe zufällige Entdeckung des Raumes wurde Layard bewusst, dass noch viele Schätze in Nimrud verborgen sein könnten.
Sie arbeiteten bis zum Sommer 1850. Als die Hitze unerträglich wurde und die Temperaturen oft 50 °C erreichten, waren sein Zeichner Cooper und Sandwith so erschöpft, dass Layard sie zur Erholung in die Berge schickte. Er selbst und Hormuzd Rassam hatten bereits wiederholt Malaria-Anfälle erlitten. So bereiteten sie die erste Verschiffung aus Kujundschik vor und Layard stellte die Arbeiten in den Ruinen im Juli ein. Er und Rassam begaben sich zu Cooper und dem Doktor und alle zusammen reisten zum Van-See. Leider verschlechterte sich der Zustand von Cooper und Doktor Sandwith, so dass beide nach Konstantinopel und dann zurück nach England reisen mussten.
Der Van-See in der heutigen Türkei gehörte damals zu Armenien. Layard machte Kopien von den zahlreichen Inschriften, die er in der Zitadelle von Van und anderswo vorfand. Er schickte sie an das British Museum. Archibald Henry Sayce veröffentlichte im Jahre 1882 einen aufsehenerregenden Artikel im „Journal of the Royal Asiatic Society“, in welchem er die antiken armenischen Inschriften von Van umfassend behandelte und entzifferte.

## Nebi Jenus (auch Nabi Yunis/Nebi Yunis)
Nebi Jenus: Dieser Name bedeutet auf Arabisch Prophet Jona, bezieht sich also auf die auch im Koran überlieferte Geschichte des biblischen Boten Gottes. Angeblich befindet sich hier das Grab Jonas, zu seiner Ehre wurde eine Moschee gebaut. Sie ist eine Pilgerstätte. Nach der Bibel wurde der Prophet von Gott beauftragt, Ninive den baldigen Untergang vorherzusagen (etwa um 770 v. Chr.), sollten die Bewohner nicht ihre Bosheit bereuen (Jona 1,2 ).
Nabi Yunis ist praktisch durch eine Schlucht zweigeteilt. Auf der Westseite stand das Dorf mit dem Grab des Propheten und auf der Ostseite gab es einen großen Friedhof.
Layard schreibt „ein Grab in Nebi Yunis zu stören würde einen Aufruhr hervorrufen, der zu unangenehmen Folgen führen könnte“. Es gelang ihm jedoch durch eine List, den Inhalt eines Teils des Hügels zu finden. Er hörte, dass der Besitzer des größten Hauses auf dem Hügel Räume im Untergrund für sich und seine Familie schaffen wollte. Layard schlug ihm vor, sie durch seinen Aufseher diese für ihn auszugraben unter der Voraussetzung, dass Skulpturen, beschriftete Steine usw. ihm gehören sollten. Der Einheimische war einverstanden, und Layards Aufseher fand im Sommer 1850 Reste einer Mauer, einige Inschriften und Steine, die den Namen und Titel sowie die Ahnentafel von Esarhaddon (681–668 v. Chr.) aufwiesen.

## Die Reise nach Babylonien

Ausgrabungsstätten in Assyrien und Babylonien

Bei Anbruch des Winters entließ er einen Großteil seiner Arbeiter. Toma Shisman blieb Aufseher in Kujundschik. Am 18. Oktober 1850 brach Layard mit Hormuzd Rassam in Richtung Mesopotamien auf, begleitet von 30 Arabern, die in Nimrud gearbeitet hatten. Er hatte die Absicht, die Ruinenstätten im südlichen Mesopotamien zu besuchen.
Am 26. Oktober 1850 stellte sich Layard im britischen Konsulat in Bagdad Captain Kemball vor. Major Rawlinson (jetzt Sir Henry) war in England. Layard war dort Gast bis zum 5. Dezember, weil er wiederum mit Fieberanfällen krank war.
Sie erhielten vom türkischen Pascha Empfehlungsschreiben an die Chefs der zu passierenden Gebiete und machten sich auf den Weg nach Hillah. Dort suchte er die türkischen Offiziere des Forts auf, die Layard während seines Aufenthaltes freundlich unterstützten. Da der Pascha gegen rebellierende Stämme unterwegs war, blieb Layard aufgrund der aufrührerischen Stimmung nur der Besuch der berühmten Ruine von Birs Nimrud. Borsippa (babylonisch Barsip, auch Bursip, bei Strabon Borsippa, bei Ptolemäus Barsita), war die Schwesterstadt Babylons, auf der rechten, westlichen Euphratseite gelegen. Stadtgott war Nebo, dessen Haupttempel einen Tempelturm (Zikkurrat) hatte. Dieser Turm, dessen Ruine Birs Nimrud genannt wird, bildet noch heute die imposanteste ganz Babyloniens.
Sir Robert Ker Porter hatte bereits 1818 Babylon besucht. Er malte die dortigen Ruinen und auch die von Borsippa und dachte, wie viele andere, es sei der Turm von Babel. 1822 veröffentlichte er sein sehr populär gewordenes Buch mit vielen Illustrationen: „Travels in Georgia, Persia, Armenia, Ancient Babylonia“.

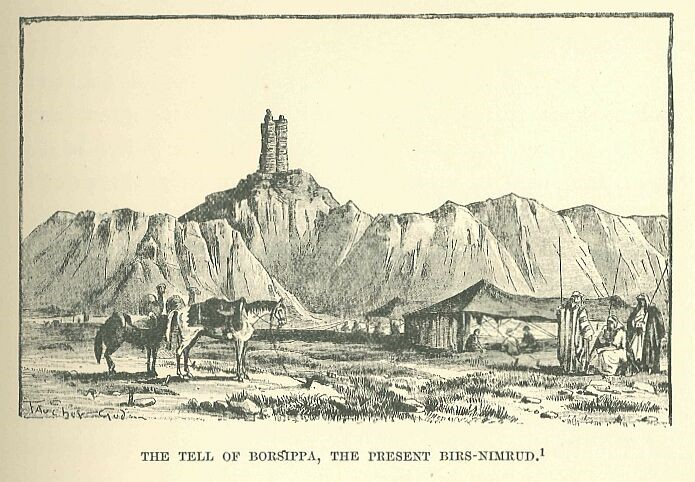
Borsippa – Babel – Birs-Nimrud

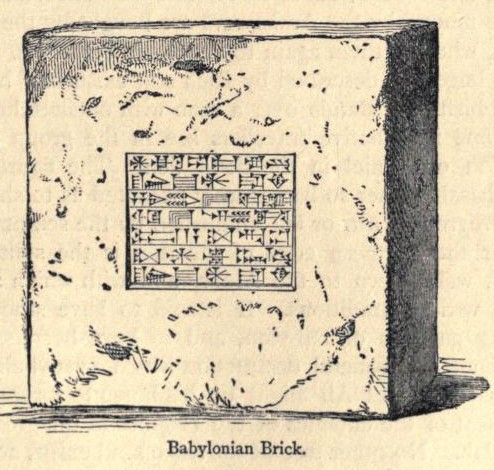
Ein Baustein aus Babel mit der Inschrift Nebukadnezars

In Babel, circa fünf Meilen von Hillah entfernt, ließ er einige Gräben öffnen. Sie fanden Holzsärge mit Skeletten – jedoch war der Gestank so stark, dass sie weitere Nachforschungen aufgeben mussten. An anderer Stelle fanden sie einige Steine mit der Inschrift von Nebukadnezar. Sie öffneten wiederum Gräben und stießen an eine Mauer, konnten jedoch nicht ausmachen, ob es sich um ein Gebäude handelte. Sie gruben zwar weiter, aber entdeckten im Schutt nichts von Bedeutung. An der Westseite zeugten die Steine von solider Maurerarbeit, wiederum mit dem Namenszug, jedoch wollte Layard nicht spekulieren, ob hier einmal ein Palast von Nebukadnezar gestanden hatte. Sie fanden noch ein Fragment eines Reliefs, das drei Gottheiten zeigte, ähnlich dem in Ninive – sowie einige Schalen mit hebräischen Inschriften. Die Resultate seiner Grabungen waren eine Enttäuschung, da er sich mehr erhofft hatte. Die Einheimischen, die hin und wieder glasierte Steine gefunden hatten, versicherten ihm, dass sie keinerlei Mauern oder Platten gesehen hatten. Der riesige Löwe, den Claudius James Rich 1811 in „Narrative of a Journey to the Site of Babylon“ beschrieben hatte, stand noch immer dort, halb begraben unter dem Schutt. Auch auf dem großen Hügel von Amram (oder Jumjuma), den Rich ebenfalls beschrieben hatte, ließ Layard einige Gräben ziehen, aber auch hier entdeckten sie nichts von Bedeutung. In Hillah kaufte er einige gravierte Zylinder und Fibeln, die nach starken Regenfällen an die Oberfläche der Ruinen gespült und dann zum Verkauf angeboten wurden.
Layard besichtigte nun acht Meilen nordöstlich von Hillah den riesigen Ruinen-Hügel von El Hymer, der aus einer Reihe von Terrassen und Plattformen besteht, ähnlich denen in Birs-Nimrud, auf denen vermutlich sakrale Gebäude standen.
Jetzt wollte er noch in das südliche Mesopotamien vordringen, nach Niffer (auch Nippur) circa 80 Meilen südlich von Hillah und suchte hierfür die Begleitung eines kundigen Scheichs. Layard und seine Truppe brachen am 15. Januar auf. Die Araber vom Stamme der Afaji brachten sie mit Holzbooten, Tiradas genannt, durch kleine Wasserstraßen in das Marschland. Da kein Araber eine Nacht in Niffer (das heutige Nuffar) verbringen wollte, weil dort böse Geister hausten, war Layard gezwungen, mit seinen Leuten Gast im Lager des Scheichs zu sein. Außerdem glaubte der Scheich, dass Layard nach Gold suche und malte schreckliche Gefahren aus. Um dem Scheich einen Gefallen zu tun, heuerte er Boote und einige zusätzlich Arbeiter an, die sie täglich zu der Ruine brachten. Es war inmitten der Regenzeit und ziemlich kalt in Layards Zelt.
Layard beschreibt: „Niffer besteht eher aus einer Ansammlung von Hügeln in unterschiedlicher Höhe und Form als einer Plattform wie die der Ruinen in Assyrien. Einige sind durch tiefe Schluchten getrennt. Ein hoher Kegel befindet sich in der Nord-Ost-Ecke, wahrscheinlich die Überreste eines quadratischen Turmes, der vollständig aus luftgetrockneten Ziegeln gebaut wurde. Er wird von den Arabern „Bint-el-Ameer“ genannt, „die Tochter des Prinzen“. Die Afaij erzählten, dass darin ein goldenes Schiff, gefüllt mit dem gleichen kostbaren Metall, verborgen sei. Unter dem Kegel ragte Mauerwerk aus luftgetrockneten und gebrannten Steinen heraus. Die Steine waren kleiner als die von Babylon und von einer längeren, schmaleren Form. Viele trugen Inschriften mit dem Namen des Königs dieser Stadt.“

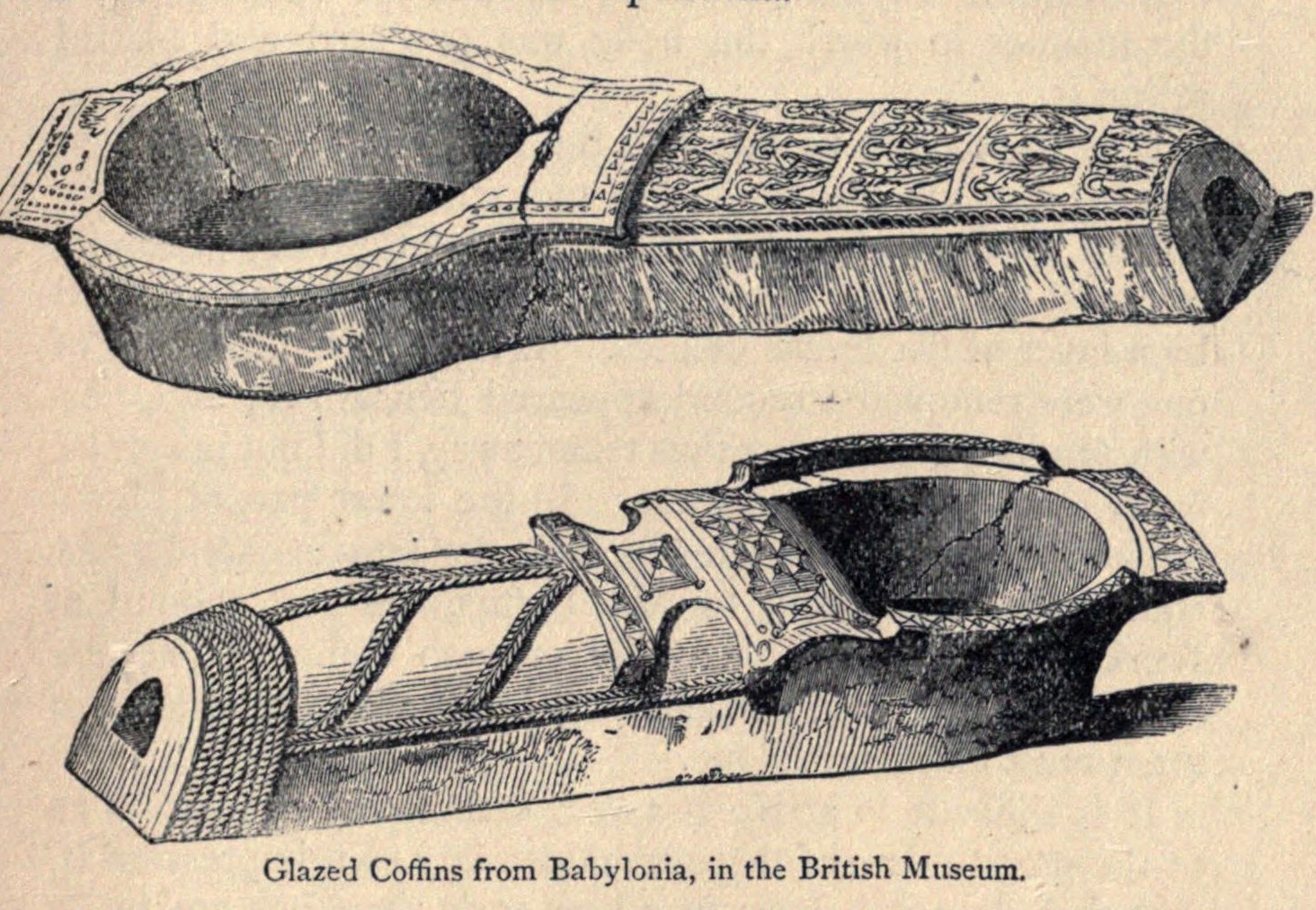
Glasierte Särge aus Babylonien im Britischen Museum

Der glasierte Deckel eines Sarges aus Babylonien

Layard teilte seine Arbeiter in Gruppen ein und ließ sie in verschiedenen Plätzen der Ruine graben. Sie fanden viele Vasen und irdene Behälter, einige glatt und andere glasiert, auch Schalen mit judäischer Inschrift, ähnlich denen aus Babylon. Am vierten Tag stießen sie auf eine Stelle mit 4 bis 5 Särgen in unterschiedlicher Größe, der größte circa 1,80 m und der kleinste ein Kindersarg von ca. 0,90 m.
Die Särge hatten alle die gleiche Form, ein Oval von circa 60 cm Breite für den Kopf und die Schultern und ein schmaler Kasten für die Beine und Füße. Das Oval wurde durch einen flachen Deckel geschlossen. Am Fußende befand sich ein Loch. Einige Särge waren mit Rankenwerk verziert, andere mit groben Figuren oder Tieren. Sie waren aus zerbrechlichem Material. Der Ton war zum Teil verbrannt und das Nitrat im Boden hatte ein Übriges getan. Sie wären nur mit beträchtlichem Aufwand zu bergen. Menschliche Überreste konnte man in allen Särgen finden, die jedoch zerfielen, sobald sie der Luft ausgesetzt waren. Kleine Grabbeigaben aus lasiertem Ton waren auch dabei, wie Tassen oder Vasen, gravierte Schmuckstücke oder Perlen.
Es war unmöglich, die Anzahl dieser irdenen Särge zu schätzen. Der obere Teil des Hügels schien von ihnen vollständig besetzt zu sein. Meistens stand einer auf dem anderen, jedoch waren sie manchmal durch eine Schicht von flachen Steinen oder Platten getrennt. Als Layard das erkannte, drang er nicht weiter in die Tiefe vor. Er erfuhr später durch William Kennett Loftus, dass in Warka (auch Uruk) Hunderte, wenn nicht Tausende von Särgen übereinander aufgeschichtet standen. Aufgrund der Feindschaften zwischen den Stämmen konnte Layard nicht nach Warka reisen. An mehreren Stellen fanden sie grobe Gefäße oder Urnen bis zu einer Größe von 1,80 m. Sie enthielten Knochen von Menschen und Tieren, deren Münder sorgfältig mit einem Stein, der mit Bitumen verputzt war, verschlossen wurden.
Obwohl die Araber eine Geschichte von einem großen schwarzen Stein in Niffer erzählten und Layard viele Gräben ziehen ließ, wurden keine weiteren Überreste oder Relikte entdeckt.
Inzwischen hatten auch der Regen eingesetzt und die ständige Feuchtigkeit am Boden seines Zeltes und in der Luft führte bei Layard zu einer Rippenfellentzündung und Fieberanfällen. Als Hormuzd Rassam am 28. Januar erschien, benötigte er umgehend ärztliche Hilfe in Bagdad. Durch sintflutartige Regenfälle verzögerte sich die Abreise um vier Tage. Layard war so schwach, dass er kaum sein Pferd besteigen konnte. In Bagdad wurde er von Hyslop behandelt, so dass er am 27. Februar die Rückreise nach Mosul antreten konnte.

## Der Abschied
Aufgrund seines schlechten Gesundheitszustands und der Tatsache, dass er fast ein Jahrzehnt im Nahen Osten verbracht hatte, hatte Layard offensichtlich seinen Enthusiasmus verloren. Rawlinson und andere versuchten, ihn zu überzeugen, seine Ausgrabungen fortzuführen und hatten dafür private Gelder in England gesammelt. Aber Layard war entschlossen, nach Hause zurückzukehren und ließ sich nicht beeinflussen. Er kehrte nach Mosul zurück, wo er vorübergehend die Verantwortung für die Fortsetzung der Ausgrabung in Kujundschik einem jungen Mann namens Bell übergab, der als Nachfolger von Cooper als Zeichner angekommen war. Er beaufsichtigte die Verladung der letzten Kisten und schrieb seinen letzten Bericht über die Ausgrabungen für das British Museum. Als er einen letzten Rundgang durch die Räume und Gänge machte, hatte er allen Grund stolz auf seine Arbeit zu sein.

„So sahen die Entdeckungen in den Ruinen des Palastes von Sanherib zum Zeitpunkt meiner Abreise nach Europa aus: In diesem prächtigen Gebäude hatte ich nicht weniger als 71 Hallen, Zimmer und Durchgänge geöffnet, deren Wände fast ausnahmslos mit Reliefs aus Alabaster bedeckt waren, welche die Kriege, die Siege und die großen taten des assyrischen Königs aufzählten. Nach grober Kalkulation waren circa 980 Fuß (300 m) oder fast zwei Meilen (3,2 km) mit Reliefs, 27 Portale, die von riesigen geflügelten Stieren und Löwen-Sphinxe eingerahmt waren, während meiner Untersuchungen ausgegraben worden. Die größte Länge der Ausgrabungen war circa 720 Fuß (circa 220 m) und die größte Breite 600 Fuß (circa 183 m). Das Steinpflaster der Räume war zwischen 20 und 35 Fuß (circa 6 m und 11 m) unter der Oberfläche des Hügels. Ein Blick auf den Plan wird zeigen, dass nur ein Teil des Palastes untersucht worden war und dass noch viel unterhalb dieses enormen Bauwerks verblieben ist. Seit meiner Rückkehr nach Europa wurden weitere Räume und Skulpturen entdeckt. Sowohl nördlich als auch östlich der Ruinen, die im Plan enthalten sind, hatte ich Spuren von Räumen und Fragmente von Basreliefs gefunden.“

Am 28. April 1851 trat Layard schweren Herzens die Rückreise nach England an.
Erst im Jahre 1851, als Layard in der Inschrift auf einem geflügelten Stier im Südwest-Palast den Namen von Sanherib entziffern konnte, hatte er den Beweis, dass dieses Ruinenstätte wirklich die assyrische Stadt Ninive war.
Nachdem die Ruinenstätte am Tigris definitiv als Ninive identifiziert war, erhielt Captain James Felix Jones 1853 den Auftrag, das Gelände zu vermessen. Er erstellte eine Reihe von Karten, die er 1855 veröffentlichte.

## Der Ninive-Hof im Crystal Palace 1854

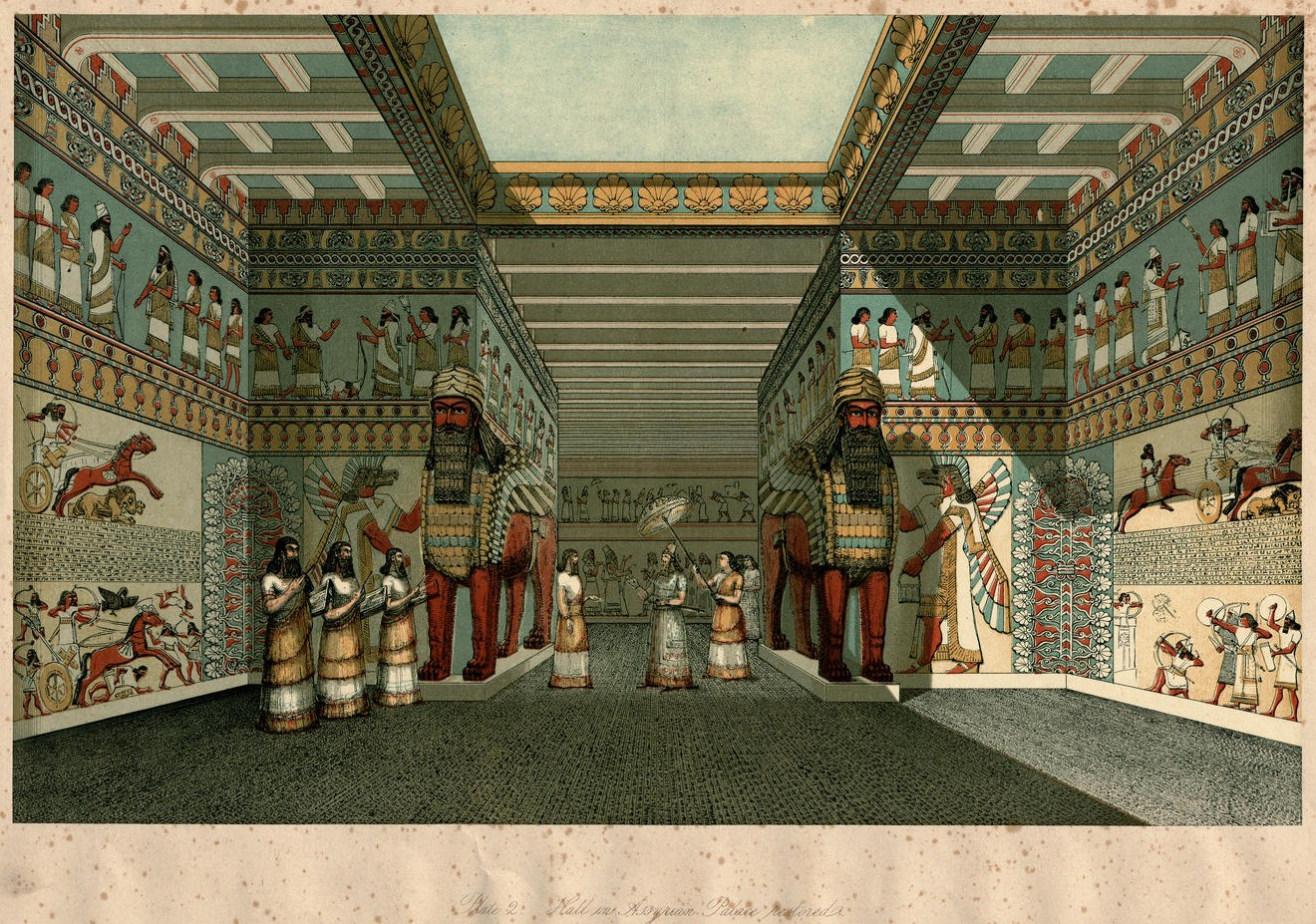
Halle in einem assyrischen Palast von James Fergusson im „Niniveh Court“ 1854

Als die Weltausstellung von 1851 schließlich endete, war allen klar, dass der speziell für diesen Zweck konstruierte und von Sir Joseph Paxton entworfene Crystal Palace nicht einfach abgerissen werden durfte. Er wurde deshalb im Süden von London, in Sydenham, wieder aufgebaut. In diesem Gebäude war ein Teil der Kunst und Architektur verschiedener historischer Epochen gewidmet, so zum Beispiel ägyptisch, byzantinisch, römisch, griechisch. Die Alhambra war vertreten und selbstverständlich auch ein „Niniveh Court“.
Der Architekt James Fergusson plante diesen Hof mit der Beratung durch Layard. Es mussten viele Gipsabdrücke von den Stücken aus Ninive im Britischen Museum erstellt werden. Fergusson ließ ein Zimmer aus einem assyrischen Palast rekonstruieren. Die leuchtenden Farben und Muster wurden von glasierten Tonscherben oder Bausteinen übernommen. Layard schrieb dazu den Führer „The Nineveh Court in the Crystal Palace“.
Als der Crystal Palace in Sydenham im Juni 1854 eröffnet wurde, war der „Ninive Hof“ ein voller Erfolg. Dieser führte im folgenden Jahrzehnt zu einer Manie für assyrisches Design.
J. Fergusson wurde 1856 Generaldirektor der Palace Company, eine Position, die er zwei Jahre innehatte. 1861 zerstörte ein Sturm einen Teil des Gebäudes.

## Der Politiker und Diplomat

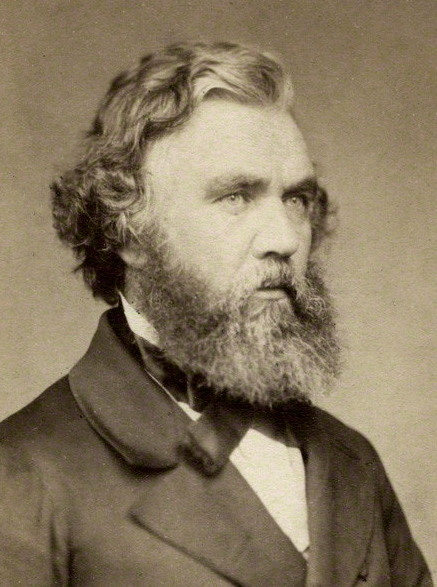
Austen Henry Layard – Mitte 1860

Nach seiner Rückkehr erhielt Layard 1853 das Ehrenbürgerrecht der Stadt London (Freedom of the City). Die Urkunde lag in einer kleinen silbernen Truhe, die mit assyrischen Motiven verziert und von Alfred Brown entworfen war. Hergestellt war sie in den Werkstätten von Hunt & Roskell in London. Nach Layards Tod übergab seine Frau Enid diese dem Britischen Museum.
Layard war jetzt 35 Jahre alt und wurde zum Attaché der Botschaft in Konstantinopel ernannt. Nachdem Lord Palmerston aus dem Auswärtigen Amt durch die Intrigen von Lord John Russell entlassen wurde, übernahm er 1852 für kurze Zeit den Posten eines Unterstaatssekretärs im Außenministerium. Nachdem auch das Kabinett von Russell zurücktreten musste, bot ihm Lord Derby die Beibehaltung des Amtes an bis zur Rückkehr von Lord Stanley nach England. Auf Rat von Lord Russell lehnte er das Angebot ab. Unter Lord Aberdeen wurden ihm auch Posten angeboten, die er ebenfalls ablehnte, weil sie nichts mit Nahost-Politik zu tun hatten, der sein ganzes Interesse galt. Seine Maxime war „der richtige Mann am richtigen Ort“.
Im März 1853 ging er mit Lord Stratford de Redcliffe, der wieder auf seinen Botschaftsposten zurückkehrte, nach Konstantinopel, doch schon kurz nach der Ankunft im April kam es zwischen Layard und Stratford zu heftigen Differenzen. Deutschsprachige Zeitungen brachten eine Korrespondenz aus Konstantinopel vom 5. Mai, wonach Layard, der „provisorische Attaché der englischen Gesandtschaft“, seinen Posten verlasse, und zwar „in Folge eines zwischen ihm und Lord Stratford de Redcliffe ausgebrochenen Zerwürfnisses“, welches aus Meinungsverschiedenheiten über das gegenwärtige türkische Ministerium entstanden war. Im Lauf des Jahres kehrte Layard nach England zurück und gründete noch 1853 mit einigen Partnern die Osmanische Bank. Dort übernahm er den Vorsitz des Aufsichtsrats, und von diesem Zeitpunkt an war er finanziell unabhängig. Er wurde bald darauf als Liberaler von Ailesbury (Buckinghamshire) ins Parlament gewählt und spielte hier, besonders als einer der Häupter des Verwaltungsreformvereins, eine bedeutende Rolle.
Im Herbst 1854 wurde er als Beobachter auf die Krim entsandt und blieb dort bis nach der Schlacht von Inkerman. Nach dem Krimkrieg forderte er im Parlament einen Untersuchungsausschuss über den Zustand der Armee und arbeitete dann engagiert mit. Im Jahr 1855 weigerte er sich, ein ihm von Lord Palmerston angebotenes Amt anzunehmen. Im gleichen Jahr wurde er zum Lord-Rektor der Universität von Aberdeen gewählt. Am 15. Juni brachte er einen Antrag im House of Commons ein, in dem er forderte, dass der private Einfluss in öffentlichen Ämtern und ein Festhalten an Routine Einhalt geboten werden müsse, der mit großer Mehrheit abgelehnt wurde.
Nachdem er 1857 in Aylesbury bei der Wahl unterlegen war, besuchte er Indien als Mitglied einer Kommission zur Untersuchung der Ursachen des Indischen Aufstands von 1857.
Er kandidierte erfolglos 1859 für York, wurde jedoch für Southwark im Jahre 1860 ins Parlament gewählt. Er wurde 1861 unter Lord Palmerston erneut Unterstaatssekretär des Auswärtigen Amtes, trat 1866 beim Ministerwechsel zurück, wurde 1868 Minister für die öffentlichen Bauten und ein Mitglied der Privy Council.
1866 wurde er zum Treuhänder der National Gallery in London ernannt.
Nach seiner Heirat 1869 zog er sich aus dem Parlament zurück. „Layards politisches Leben war etwas stürmisch. Sein Benehmen war schroff, und sein Eintreten für die Probleme, die ihm am Herzen lagen, obwohl immer ganz aufrichtig, war heftig und manchmal auch leichtsinnig.“
Ab 1869 war er Botschafter in Madrid während der dortigen Revolution von 1870–1871 unter der Regierung von William Ewart Gladstone.
1877 zum Botschafter in Konstantinopel ernannt, schloss er sich, obwohl bis dahin der liberalen Partei angehörend, unbedingt der orientalischen Politik Lord Beaconsfields (vormals Benjamin Disraeli) an. Als Botschafter von Konstantinopel übte er am Berliner Kongress von 1878 eine bestimmende Rolle aus. Die Konvention vom 4. Juni 1878, durch welche das Osmanische Reich Zypern an England abtrat, war sein Werk (Russisch-Türkischer Krieg 1878). Nach Unstimmigkeiten mit dem Sultan und dem Wechsel in der britischen Regierung wurde er 1880 von seinem Amt abberufen.
Layard erhielt 1878 anlässlich des Berliner Kongresses das Großkreuz des Bath-Ordens (GCB). Auch aus Deutschland erreichte ihn eine hohe Ehrung. Am 31. Mai 1891 wurde er in den preußischen Orden Pour le Mérite aufgenommen.

## Der Ruhestand in Venedig als Schriftsteller und Kunstsammler
1883 zog Sir Henry – wie er überall genannt wurde – mit seiner Frau Enid nach Venedig in ihr Haus Ca’ Cappello, das dann als „Palazzo Cappello Layard“ bekannt wurde. Später befand sich in dem Haus das Istituto Orientale der Università degli Studi.
Er widmete einen Großteil seiner Zeit dem Sammeln von Bildern der venezianischen Schule und schrieb über italienische Kunst.
Er war seit 1856 Mitglied der 1848 gegründeten englischen Arundel-Society, die sich die Verbreitung von Kunstwerken zum Ziel gesetzt hatte. Layard veröffentlichte hier eine chromolithographische Ausgabe von Peruginos St. Sebastian, um auf den schlechten Zustand des Freskos aufmerksam zu machen. Layard veröffentlichte weitere Bücher über Pinturicchio und Ghirlandaio, um das Projekt zu unterstützen.
Als er 1866 Trustee der National Gallery wurde, hatte er das Museum bereits bei Ankäufen von Gemälden beraten.
Von seinem Freund Giovanni Morelli lernte Layard die Kunstkenntnis, der zu diesem Thema in Kunstkreisen als – wenn auch umstrittener – Experte galt. Er hatte schon seit 1863 mit Morelli korrespondiert und ihn bei seinen Urlaubsreisen nach Italien immer wieder getroffen. Morelli hatte auch für ihn italienische Gemälde eingekauft.
1887 gab er eine revidierte englische Fassung von Franz Kuglers 1837 erschienenem Handbuch der Geschichte der Malerei heraus. Nach dem Tod von Morelli 1891 finanzierte er die zweite und umfangreichere englische Ausgabe zusammen mit der Mitherausgeberin und Übersetzerin Constance Ffoulkes von Morellis „Italian Painters“, und er schrieb eine kurze Biographie über Morelli als Einleitung.
Im Jahre 1887 veröffentlichte er aus den Notizen aus jener Zeit ein Buch über seine erste Orientreise mit dem Titel Early Adventures in Persien, und Susiana Babylonia.
Für den im Verlag John Murray 1894 erschienenen „Reiseführer von Rom“ lieferte Layard den Beitrag über die Gemälde.
In Venedig gründete er eine Kirche für die Anglikanische Gemeinschaft.
In Murano war er an einer Glashütte beteiligt.
Aus Lady Layards Tagebüchern kann man entnehmen, dass die Layards ein offenes Haus führten und illustre Gäste bewirteten.
Layard litt an einem Krebsleiden und kehrte nach England zurück, wo er am 5. Juli 1894 verstarb.

## Nachlass
Seine Gemäldesammlung vermachte er der National Gallery in London, die allerdings erst 1916 eingegliedert wurde.
Layard war ein produktiver Schreiber, weshalb viel über sein Leben und seine Karriere überliefert ist. Tausende von Briefen, ausführliche Tagebücher und Kladden wurden 1912 von seiner Ehefrau dem Britischen Museum übergeben und befinden sich heute in der British Library. Er veröffentlichte viele Bücher über seine Arbeit und Erfahrungen im Nahen Osten und über die Malerei. In dem nach seinem Tode 1903 von William N. Bruce herausgegebenen zweibändigen Werk Autobiography and Letters from his Childhood until his Appointment as H. M. Ambassador at Madrid fehlen die Jahre über seine Zeit in den wichtigen Botschaften von Madrid und Konstantinopel. Laut Bruce war es Layards ausdrücklicher Wunsch, dass dieses Material erst dann veröffentlicht wird, „wenn das öffentliche Interesse es erlaubt und diejenigen, die dadurch verletzt oder beleidigt sein könnten, verstorben sind.“

## Veröffentlichungen (Auswahl)
- Inquiry into the Painters and Arts of the Ancient Assyrians. Vol. 1–2. 1848–1849.
- Nineveh and its Remains. Vol. 1-2. John Murray, London 1848.
- Illustrations of the Monuments of Nineveh. John Murray, London 1849.
- Niniveh und seine Überreste. Mit 94 Illustrationen, 6 Plänen und 1 Karte. Aus dem Englischen von R. R. W. Meißner. Verlag der Dyk’schen Buchhandlung, Leipzig 1854.
- The Monuments of Nineveh. John Murray, London 1849–1853.
- Inscriptions in the cuneiform character from Assyrian monuments. Harrison and sons, London 1851.
- A Popular Account of Discoveries at Nineveh. John Murray, London 1852.
- Discoveries in the Ruins of Nineveh and Babylon. John Murray, London 1853.
- A Second Series of the Monuments of Nineveh. John Murray, London 1853.
- The Nineveh Court in the Crystal Palace. John Murray, London 1854.
- The Martyrdom of Saint Sebastian Painted in Fresco by Pietro Perugino in the Chapel of the Saint at Panicale. Arundel Society, London 1856.
- Nineveh und Babylon : nebst Beschreibung seiner Reisen in Armenien, Kurdistan und der Wüste. Dyk, Leipzig [1856] (Digitalisat)
- The Frescoes by Bernardino Pinturicchio, in the Collegiate Church of S. Maria Maggiore at Spello. Arundel Society, London 1858.
- Domenico Ghirlandaio and his Fresco of the Death of S. Francis. Arundel Society, London 1860.
- The Brancacci Chapel and Masolino, Masaccio, and Filippino Lippi. Arundel Society, London 1868.
- Handbook of Painting: The Italian Schools, Based on the Handbook of Kugler. 2 Bände. 5. Auflage. Hrsg. Charles Eastlake. John Murray, London 1887.
- The massacre of St. Bartholomew, and The revocation of the edict of Nantes, illustrated from state papers in the Archives of Venice. Nachdruck aus Proceedings of the Huguenot society of London. 1887. Spottiswoode, London 1888.
- Early Adventures in Persia, Susiana, and Babylonia. John Murray, London 1894.
- Autobiography and Letters from his childhood until his appointment as H. M. Ambassador at Madrid. Vol. 1–2. John Murray, London 1903.

### Online-Bücher
- Nineveh and its Remains (vol. 1) (1849)
- Nineveh and its Remains (vol. 2) (1849)
- The Monuments of Nineveh 100 plates (1849)
- Discoveries in the Ruins of Nineveh and Babylon (1853).
- A Popular Account of Discoveries at Nineveh Inhaltsangabe (1854)
- The Nineveh Court in the Crystal Palace (1854)
- Autobiography and letters from his childhood until his appointment as H.M. Ambassador at Madrid (vol. 1) (1903)
- Autobiography and letters from his childhood until his appointment as H.M. Ambassador at Madrid (vol. 2) (1903)
- Layard in Open Library

### Deutsche Übersetzungen
- Niniveh und seine Überreste. Leipzig 1850. (Google books)
- Auf der Suche nach Ninive. Leipzig 1854.